# Verkförteckning för Michael Haydn
| I denna artikel     |
| används tonnamnen   |
| B♭ och H.           |
| Se olika skrivsätt. |

Standardförteckningen för Michael Haydns kompositioner är Shermans och Donleys katalog från år 1993 (MH). Tidigare fanns utgivna Pergers (P) och Klafskys (K) förteckningar över instrumental- respektive kyrkomusiken. Dessa innehöll dock åtskilliga felaktigheter och ofullständigheter. Det fanns också en förteckning av Sherman över Michael Haydns symfonier (S), utgiven 1982.
Även MH innehöll en del felaktigheter och inkonsekvenser, bland annat vad gäller bedömningen av huruvida kompositionerna var autentiska eller inte. Detta försökte Dwight C. Blazin komma till rätta med  i sin doktorsavhandling vid New York University, framlagd år 2004. I detta arbete inför Blazin ett helt nytt system, där varje numret för varje verk som inte är helt säkert autentiskt förses med ett tecken, * för troligen autentiska verk, ? för verk av tvivelaktig äkthet, ett x för verk som inte är original samt ett s för verk som inte är autentiska. I övrigt använder Blazin samma system som Hoboken i sin förteckning över verk av Joseph Haydn.
Många verk finns bara bevarade i kopior, där tonsättarnamnet bara anges som "Haydn", eller tillskrivs både Michael och hans mera kände bror Joseph i olika bevarade kopior av respektive verk. Det är därför i många fall omöjligt att avgöra, vem av de båda bröderna som är upphovsman; i många fall kan man nog anta, att den verklige upphovsmannen är någon tredje person. Många av dessa tvivelaktiga verk listas av Hoboken i hans förteckning över Joseph Haydns verk, hans nummer anges i så fall i listan nedan (HV). I några fall har verk även tillskrivit Mozart, dessas nummer i Köchels förteckning anges i så fall (KV).
I nedanstående lista förtecknas alla verk i Blazins förteckning (Bl), de som säkerligen är oäkta medtas dock bara om de finns med i någon av de övriga verkförteckningarna. Även tvivelaktiga verk redovisas i en del fall bara översiktligt, se Blazins avhandling för detaljer, boken finns att ladda ner på internet: https://www.academia.edu/7388366/Michael_Haydn_and_The_Haydn_Tradition_A_Study_of_Attribution_Chronology_and_Source_Transmission. 
Vad gäller övrig information om verken, t.ex. tillkomsttid, kan det förekomma olika uppgifter i olika källor; det har inte gjorts något försök att vara helt konsekvent i dessa fall. Utöver de ovan nämnda verken har Groves musiklexikon samt MGG konsulterats, se litteraturlistan.

## Verk för piano eller orgel
| MH    | Bl       | Andra numreringar | Kategori                                       | Tonart  | Besättning          | Tillkomsttid      | Anm                                                                           |
| ----- | -------- | ----------------- | ---------------------------------------------- | ------- | ------------------- | ----------------- | ----------------------------------------------------------------------------- |
| 176   | XVI:?2   | P 131             | Preludier, versetter och kadenser              |         | Orgel               | 1770/1772         | Äktheten ifrågasatt                                                           |
| 435   | XVI:?3   |                   | Preludier, versetter och kadenser              |         | Orgel               | 1787ca            | Ofullständigt verk. Äktheten ifrågasatt                                       |
| 436   | XVI:?4   |                   | Preludier och final                            |         | Orgel               | 1787ca            | Äktheten ifrågasatt                                                           |
| 465   | XXXII:8  |                   | Tysk dans                                      | A-dur   | Piano eller cembalo | 1786/1788ca       | Fragment. Ej autentiskt verk enligt MGG                                       |
| 466   | XXXII:9  |                   | Andante                                        | C-dur   | Piano eller cembalo | 1786/1788ca       | Fragment                                                                      |
| 467   | XXXII:10 |                   | Obetitlat stycke                               | D-dur   | Piano eller cembalo | 1786/1788ca       | Fragment                                                                      |
| 468   | XXXII:11 |                   | Obetitlat stycke                               | Ess-dur | Piano eller cembalo | 1786/1788ca       | Fragment                                                                      |
| 469   | XXXII:12 |                   | Menuett                                        | F-dur   | Piano eller cembalo | 1786/1788ca       | Fragment                                                                      |
| 470   | XXXII:13 |                   | Allegro                                        | G-dur   | Piano eller cembalo | 1786/1788ca       | Av Georg Benda enligt MGG                                                     |
| 471   | XXXII:14 |                   | Allegretto                                     | F-dur   | Mekanisk orgel      | 1786/1788ca       |                                                                               |
| 472   | XXXII:15 |                   | Menuett                                        | G-dur   | Piano eller cembalo | 1786/1788ca       |                                                                               |
| 571   | XXXII:21 |                   | Obetitlat stycke                               | C-dur   | ?                   | 1795ca            |                                                                               |
| 771   | XVI:?5   |                   | Variationer över Gott erhalte Franz den Kaiser | G-dur   | Piano eller cembalo | 1799              | Av Sigismund von Neukomm enligt MGG. Variationer över en sång av Joseph Haydn |
| (271) | –        |                   | Abels Tod                                      |         | Piano eller cembalo | Senast 1778-09-03 | Fragment av klaverutdrag                                                      |
| –     | –        | (HV I:27)         | Andante                                        | C-dur   | Piano eller cembalo |                   | Klaverbearbetning av andra satsen i Joseph Haydns symfoni nr 27               |
| –     | XVI:?1   |                   | Divertimento                                   | F-dur   | Piano eller cembalo | Efter 1768        | Äktheten ifrågasatt                                                           |
| –     | XVI:?6   |                   | Variationer                                    | C-dur   | Piano eller cembalo |                   | Äktheten ifrågasatt. Temat identiskt med andra satsen i MH 108                |
| –     | XVI:?7   | HV XVI:A1         | Sonat                                          | A-dur   | Piano eller cembalo |                   | Ej bevarad. Äktheten ifrågasatt                                               |

Blazin XVI:?2-6 borde väl ha förts till verkkategori XVII (pianostycken)?
Klaververk som inte anses autentiska:
- Andante F dur, HV XVII:F2.

## Kammarmusik

### För 2-3 instrument
| MH     | Bl    | Andra numreringar | Benämning               | Tonart  | Besättning                      | Tillkomsttid  | Anm |
| ------ | ----- | ----------------- | ----------------------- | ------- | ------------------------------- | ------------- | --- |
| 5      | V:1   | P 101; HV V:D2    | Divertimento            | D-dur   | 2 violiner, bas                 | 1754/1757ca   | |
| 6      | V:2   | P 103; HV V:G2    | Divertimento            | G-dur   | 2 violiner, bas                 | 1754/1757ca   | |
| 7      | V:3   | HV V:E1           | Divertimento            | E-dur   | 2 violiner, bas                 | 1754/1757ca   | |
| 8      | V:4   | HV V:A1           | Divertimento            | A-dur   | 2 violiner, bas                 | 1754/1757ca   | |
| 9      | V:5   | HV V:Es1          | Divertimento            | Ess-dur | Violin, viola, bas              | 1754/1757ca   | |
| 10     | V:6   | HV V:B2           | Divertimento            | B♭-dur  | 2 violiner, bas                 | 1754/1757ca   | |
| 27     | V:*1  | P 99              | Divertimento            | C-dur   | Violin, violoncello, bas        | 1758/1760ca   | |
| 173    | IV:?1 | HV IV:D3          | Divertimento            | D-dur   | Horn, viola, bas                | 1770/1772     | Äktheten ifrågasatt |
| 179    | IV:1  | P 98              | Divertimento            | C-dur   | Flöjt, viola, bas               | 1770/1772     | |
| 210    | IX:*1 |                   | 6 menuetter             |         | Violin, bas                     | Senast 1771   | |
| 273    | XV:?1 |                   | Divertimento            | G-dur   | Cembalo, flöjt, bas             | 1778          | Äktheten ifrågasatt |
| 335    | VI:1  | P 127; HV VI:C1   | Sonata                  | C-dur   | Violin & viola                  | Sommaren 1783 | Michael Haydn hade fått beställning på sex sonater för violin och viola. På grund av sjukdom kunde han dock inte fullfölja beställningen, utan bad Mozart, som var på tillfälligt besök i Salzburg, att komponera de övriga två (KV 423 och 424). |
| 336    | VI:2  | P 128; HV VI:D3   | Sonata                  | D-dur   | Violin & viola                  | Sommaren 1783 | Se ovan |
| 337    | VI:3  | P 129; HV VI:E1   | Sonata                  | E-dur   | Violin & viola                  | Sommaren 1783 | Se ovan |
| 338    | VI:4  | P 130; HV VI:F2   | Sonata                  | F-dur   | Violin & viola                  | Sommaren 1783 | Se ovan |
| Anh. 9 | Ic:3  | P 126             | Sonata                  | B♭-dur  | 2 violiner, orgel               | ?             | Ej bevarad |
| –      | –     |                   | Gallanteria             | D-dur   | 2 flöjter                       | 1779ca        | ms A-KR H 142/14 |
| –      | IV:?2 | HV IV:Es1         | Divertimento            | Ess-dur | Clarinette d'amour, violin, bas | Senast 1781   | Äktheten ifrågasatt |
| –      | IV:?3 | HV IV:Es2         | Divertimento            | Ess-dur | Clarinette d'amour, violin, bas | Senast 1781   | Äktheten ifrågasatt |
| –      | IV:?4 | HV IV:G1          | Divertimento            | G-dur   | Flöjt, violin, bas              |               | Äktheten ifrågasatt |
| –      | IV:?5 | HV IV:A1          | Divertimento            | A-dur   | Flöjt, violin, bas              | Senast 1781   | Äktheten ifrågasatt |
| –      | IV:?6 | HV IV:B1          | Divertimento            | B♭-dur  | Clarinette d'amour, violin, bas | Senast 1781   | Äktheten ifrågasatt |
| –      | V:?1  | P 102             | Notturno / Divertimento | Ess-dur | 2 violiner, bas                 |               | Troligen av Carl Denck |
| –      | V:?2  | HV V:C6           | Trio                    | C-dur   | 2 violiner, bas                 |               | Äktheten ifrågasatt |
| –      | V:?3  | HV V:C8           | Trio                    | C-dur   | 2 violiner, bas                 |               | Äktheten ifrågasatt |
| –      | V:?4  | HV V:Es5          | Trio                    | Ess-dur | 2 violiner, bas                 |               | Äktheten ifrågasatt |
| –      | V:?5  | HV V:E2           | Trio                    | E-dur   | 2 violiner, bas                 |               | Äktheten ifrågasatt |
| –      | V:?6  | HV V:F1           | Trio                    | F-dur   | 2 violiner, bas                 | Senast 1765   | Äktheten ifrågasatt |
| –      | V:?7  | HV V:A2           | Trio                    | A-dur   | 2 violiner, bas                 | Senast 1771   | Äktheten ifrågasatt |
| –      | V:?8  | HV V:B3           | Trio                    | B♭-dur  | 2 violiner, bas                 | Senast 1770   | Äktheten ifrågasatt |
| –      | V:?9  | HV V:B4           | Trio                    | B♭-dur  | 2 violiner, bas                 |               | Äktheten ifrågasatt |
| –      | V:?10 |                   | /Trio/                  | G-dur   |                                 | Senast 1770   | Äktheten ifrågasatt |
| –      | V:?11 |                   | /Trio/                  | A-dur   |                                 |               | Äktheten ifrågasatt |

Trior som tillskrivits Michael Haydn men som ej är autentiska
- Trio för violin, viola och cello HV V:8 Ess-dur, (av Joseph Haydn)
- Trio för 2 violiner och cello HV V:11 Ess-dur, (av Joseph Haydn)
- Trio för 2 violiner och cello HV V:15 D-dur, (av Joseph Haydn)
- Trio för 2 violiner och cello HV V:16 C-dur, (av Joseph Haydn)
- Trio för 2 violiner och cello HV V:17 Ess-dur, (av Joseph Haydn)
- Trio för 2 violiner och cello HV V:18 B♭-dur, (av Joseph Haydn)
- Trio för 2 violiner och cello HV V:19 E-dur, (av Joseph Haydn)
- Trio för 2 violiner och cello HV V:20 G-dur, (av Joseph Haydn)
- Trio D-dur HV V:D3
- Trio B♭-dur HV V:B5
- Pianotrio HV XV:3 C-dur, (tillskriven Joseph Haydn och (troligare) Ignaz Pleyel)
- Pianotrio HV XV:4 F-dur, (tillskriven Joseph Haydn och Ignaz Pleyel)
- Pianotrio HV XV:C1 C-dur, (av Georg Christoph Wagenseil?)

### För fyra instrument
| MH   | Bl       | Andra numreringar | Benämning        | Tonart  | Besättning                | Tillkomsttid | Anm                                                                    |
| ---- | -------- | ----------------- | ---------------- | ------- | ------------------------- | ------------ | ---------------------------------------------------------------------- |
| 172  | III:?1   | P 104             | Divertimento     | G-dur   | 2 violiner, viola, bas    | 1770/1772    | Äktheten ifrågasatt                                                    |
| 173a | III:*1   |                   | Divertimento     | G-dur   | 2 violiner, viola, bas    | 1770/1772    | Omarbetad från en förlorad symfoni?                                    |
| 174  | III:x1   | P 135             | Symfoni?         | G-dur   | 2 violiner, viola, cello  | 1770/1772    | Fragment, se Blazin I:8                                                |
| 175  | III:x2   | P 136             | Stråkkvartett?   | B♭-dur  | 2 violiner, viola, cello  | 1770/1772    | Endast ett Andantino, som symfonisats se MH 133                        |
| 209  | III:?2   | P 123; HV III:B9  | Divertimento     | B♭-dur  | 2 violiner, viola, bas    | 1773/1775    | Äktheten ifrågasatt. Även tillskriven Gaetano Pugnani och Joseph Haydn |
| 299  | III:1    | P 121             | Divertimento     | A-dur   | 2 violiner, viola, bas    | 1781         |                                                                        |
| 308  | III:?3   | P 124             | Stråkkvartett    | B♭-dur  | 2 violiner, viola, cello  | 1780/1782ca  | Äktheten ifrågasatt (se Blazin p. 125ff)                               |
| 309  | III:?4   | P 118             | Stråkkvartett    | Ess-dur | 2 violiner, viola, cello  | 1780/1782ca  | Äktheten ifrågasatt (se Blazin p. 125ff)                               |
| 310  | III:?5   | P 122             | Stråkkvartett    | A-dur   | 2 violiner, viola, cello  | 1780/1782ca  | Äktheten ifrågasatt (se Blazin p. 125ff)                               |
| 311  | III:?6   | P 120             | Stråkkvartett    | B♭-dur  | 2 violiner, viola, cello  | 1780/1782ca  | Äktheten ifrågasatt (se Blazin p. 125ff)                               |
| 312  | III:?7   | P 119             | Stråkkvartett    | F-dur   | 2 violiner, viola, cello  | 1780/1782ca  | Äktheten ifrågasatt (se Blazin p. 125ff)                               |
| 313  | III:?8   | P 116             | Stråkkvartett    | C-dur   | 2 violiner, viola, cello  | 1780/1782ca  | Äktheten ifrågasatt (se Blazin p. 125ff)                               |
| 314  | III:?9   |                   | Stråkkvartett    | D-dur   | 2 violiner, viola, cello  | 1780/1782ca  | Äktheten ifrågasatt. Även tillskriven Joseph Hafeneder                 |
| 316  | III:3    | P 125             | Divertimento     | B♭-dur  | 2 violiner, viola, bas    | 1784/1788ca  |                                                                        |
| 319  | III:2    | P 93              | Divertimento     | D-dur   | 2 violiner, viola, bas    | 1782-05-27   | Komponerat 1781 enligt Blazin.                                         |
| 320  | VIII:x2  | P 93              | Marsch           | D-dur   | 2 violiner, viola, bas    | 1782-05-31   | Inget självständigt verk, ingår i MH 319                               |
| 464  | IIb:?1   | P 100             | Divertimento     | D-dur   | Flöjt, oboe, horn, fagott | 1786/1788ca  | Äktheten ifrågasatt                                                    |
| 664  | XXXII:23 |                   | Obetitlat stycke | G-dur   | 2 violiner, 2 violor      | 1797-07-23ca | Fragment                                                               |
| –    | III:?10  | HV III:C7         | Stråkkvartett    | C-dur   | 2 violiner, viola, cello  |              | Äktheten ifrågasatt                                                    |
| –    | III:?11  | HV III:C9         | Stråkkvartett    | C-dur   | 2 violiner, viola, cello  | Senast 1782  | Äktheten ifrågasatt, ej bevarad.                                       |
| –    | III:?12  | HV III:Es7        | Stråkkvartett    | Ess-dur | 2 violiner, viola, cello  | Senast 1768  | Äktheten ifrågasatt                                                    |
| –    | III:?13  | HV III:Es8        | Stråkkvartett    | Ess-dur | 2 violiner, viola, cello  | Senast 1767  | Äktheten ifrågasatt                                                    |
| –    | III:?14  | HV III:G7         | Stråkkvartett    | G-dur   | 2 violiner, viola, cello  |              | Äktheten ifrågasatt                                                    |
| –    | III:?15  |                   | /Stråkkvartett/  | C-dur   |                           |              | Äktheten ifrågasatt                                                    |

Kvartetter som tillskrivits Michael Haydn men som inte är autentiska
- Stråkkvartett G dur MH 315, (av Joseph Hafeneder)
- Stråkkvartett Ess dur HV III:2, (av Joseph Haydn)
- Stråkkvartett G dur HV III:4, (av Joseph Haydn)
- Stråkkvartett F-dur HV III:10, (av Joseph Haydn)
- Stråkkvartett Ess-dur HV III:Es6
- Stråkkvartett C-dur HV III:C10, (av Wolfgang Kirmayr)
- Sex stråkkvartetter HV III:C8, D7, F2, G5, g1, B4 = KV Anh. 20.06, (av Johann Anton Mederitsch)
- Stråkkvartett D dur HV III:D3, (av Johann Georg Albrechtsberger)
- Divertimento C-dur HV XIV:4, för piano, 2 violiner & bas (av Joseph Haydn)
- Kvartett D dur P 117, (troligen av Jean-Baptiste Davaux)

### För fem instrument
| MH     | Bl      | Andra numreringar | Benämning     | Tonart  | Besättning                                      | Tillkomsttid | Anm                                      |
| ------ | ------- | ----------------- | ------------- | ------- | ----------------------------------------------- | ------------ | ---------------------------------------- |
| 59     | IIb:1   | P 107             | Partita       | F? -dur | 2 klarinetter, 2 horn, fagott                   | 1762-12-22   | Ej bevarad                               |
| 187    | II:1    | P 108; HV II:C9   | Notturno      | C-dur   | 2 violiner, 2 violor, bas                       | 1773-02-17   |                                          |
| 189    | II:2    | P 109             | Notturno      | G-dur   | 2 violiner, 2 violor, bas                       | 1773-12-01   |                                          |
| 199    | IIa:2   | P 92              | Divertimento  | B♭-dur  | Oboe, fagott, violin, viola, bas                | 1774-09-18   |                                          |
| 367    | II:3    | P 110             | Stråkkvintett | F-dur   | 2 violiner, 2 violor, cello                     | 1784-05-27   |                                          |
| 406    | IIa:3   | P 94              | Divertimento  | G-dur   | Flöjt, fagott, horn, violin, viola              | 1785-06-17   |                                          |
| 411    | II:4    | P 112             | Divertimento  | F-dur   | 2 violiner, 2 violor, bas                       | 1786-06-30   |                                          |
| 412    | II:5    | P 105             | Divertimento  | B♭-dur  | 2 violiner, 2 violor, cello                     | 1786ca       |                                          |
| 421    | VIII:x3 | P 59              | Marsch        | F-dur   | 2 violiner, 2 violor, bas                       | 1786-06-30   | Inget självständigt verk, ingår i MH 411 |
| 516    | IIa:4   | P 111             | Kvintett      | Ess-dur | Klarinett, fagott, horn, violin, viola          | 1790-07-04   |                                          |
| 600    | IIa:6   | P 115             | Kvintett      | C-dur   | Violin, engelskt horn, violoncello piccolo, bas | 1795-08-03   | Komponerad 1790-06-08 enligt annan källa |
| Anh. 8 | IIb:3   | P 97              | Divertimento  | F-dur   | 2 bassetthorn, 2 valthorn, fagott               |              | Ej bevarat                               |
| –      | –       |                   | Sonata        | C-dur   | Flöjt, horn, fagott, violin, viola              | 1780ca       | ms HR-Zha LXXX.F                         |

Kvintetter som tillskrivits Michael Haydn men som ej är autentiska
- Divertimento G dur HV II:9=P 113, (av Joseph Haydn)
- Divertimento G dur HV II:G1=P 114, (troligen av Joseph Haydn)

Blazin listar ytterligare 3 icke-autentiska verk inom verkkategori IIa

## Orkestermusik

### Divertimenti, serenader, kassationer för större besättningar
| MH  | Bl      | Andra numreringar    | Benämning                 | Tonart  | Besättning                                        | Tillkomsttid     | Anm                                                                               |
| --- | ------- | -------------------- | ------------------------- | ------- | ------------------------------------------------- | ---------------- | --------------------------------------------------------------------------------- |
| 54  | IIa:?1  | HV II:Es1; HV II:Es2 | Cassatio                  | Ess-dur | 2 engelska horn, 2 valthorn, trumpet, viola, bas  | 1760/1762        | Äktheten ifrågasatt                                                               |
| 55  | IIa:?2  | HV II:Es7; HV II:D20 | Cassatio                  | Ess-dur | 2 engelska horn, fagott, 2 valthorn,2 violor, bas | 1760/1762        | Äktheten ifrågasatt                                                               |
| 68  | Ib:2    | P 38                 | /Serenad/                 | D-dur   | Orkester                                          | 1764-08-04       | P38+52+58, se även symfonin MH 69                                                 |
| 83  | Ic:1    | P 91                 | Pastorello                | C-dur   | 2 trumpeter, pukor, 2 basuner, stråkar            | 1766-12-23       |                                                                                   |
| 86  | Ib:3    | P 87; HV I:D31       | Serenata                  | D-dur   | Orkester                                          | 1767-08-10       | Inkluderar hornkonsert och basunkonsert. Några andra satser utgör en symfoni      |
| 153 | Ic:?1   |                      | Divertimento (Notturno)   | G-dur   | 2 flöjter, 2 horn, stråkar                        | Efter 1771-08-01 | Tredje satsen härledd från MH 148, femte satsen från MH 141. Äktheten ifrågasatt. |
| 171 | Ib:*1   | P 89                 | Cassatio                  | D-dur   | 2 oboer, 2 horn, 2 trumpeter, stråkar             | 1770/1772        |                                                                                   |
| 185 | IIa:1   | P 106                | Notturno                  | F-dur   | 2 horn, stråkar                                   | 1772-12-21       |                                                                                   |
| 208 | IIa:?3  | P 90; HV II:Es5      | Cassatio                  | Ess-dur | 2 horn, stråkar                                   | 1773/1775        | Äktheten ifrågasatt                                                               |
| 407 | Ib:5    | P 85                 | Serenata                  | D-dur   | Orkester                                          | 1785-09-09       |                                                                                   |
| 418 | IIb:2   | P 95                 | Divertimento              | D-dur   | 2 oboer, 2 fagotter, 2 horn                       | 1786-03-09       |                                                                                   |
| 463 | IIa:?4  | HV II:B5             | Divertimento              | B♭-dur  | 2 horn, stråkar                                   | 1786/1788ca      | Äktheten ifrågasatt                                                               |
| 518 | IIa:5   | P 96                 | Divertimento              | G-dur   | Oboe, fagott, 2 horn, viola, bas                  | 1790-09-04       |                                                                                   |
| –   | Ib:1    |                      | /Serenad/                 | B♭-dur? | Orkester                                          | 1763             | Ofullständigt bevarad                                                             |
| –   | Ib:4    |                      | /Serenad/                 | B♭-dur  | Orkester                                          | Senast 1772      |                                                                                   |
| –   | IIa:?5  | HV IIa:D3            | Divertimento (Sérénade)   | D-dur   | Orkester                                          | Senast 1768      | Äktheten ifrågasatt, även tillskriven Schwindl                                    |
| –   | IIa:?6  | HV IIa:D4            | Divertimento (Cassation)  | D-dur   | Orkester                                          | Senast 1774      | Äktheten ifrågasatt, även tillskriven Schmid                                      |
| –   | IIa:?7  | HV IIa:D8            | Divertimento              | D-dur   | 2 flöjter, 2 violiner, viola                      |                  | Äktheten ifrågasatt                                                               |
| –   | IIa:?8  | HV IIa:F6            | Divertimento (Concertino) | F-dur   | Orkester                                          |                  | Äktheten ifrågasatt, även tillskriven Karl von Ordonez                            |
| –   | IIb:?2  | HV IIb:Es12          | Divertimento (Parthia)    | Ess-dur | 2 oboer, 2 klarinetter, 2 horn, 2 fagotter        |                  | Äktheten ifrågasatt                                                               |
| –   | IIb:?3  | HV IIb:Es14          | Divertimento (Parthia)    | Ess-dur | 2 oboer, 2 klarinetter, 2 horn, 2 fagotter        |                  | Äktheten ifrågasatt                                                               |
| –   | IIb:?4  | HV IIb:Es16          | Divertimento (Parthia)    | Ess-dur | 2 oboer, 2 klarinetter, 2 horn, 2 fagotter        |                  | Äktheten ifrågasatt                                                               |
| –   | IIb.?5  | HV IIb:Es17          | Divertimento (Suite à 6)  | Ess-dur | 2 klarinetter, 2 horn, 2 fagotter                 |                  | Äktheten ifrågasatt                                                               |
| –   | IIb:?6  | HV IIb:F7            | Divertimento (Parthia)    | F-dur   | 2 oboer, 2 klarinetter, 2 horn, 2 fagotter        |                  | Äktheten ifrågasatt                                                               |
| –   | IIb:?7  | HV IIb:F12           | Divertimento              | F-dur   | 2 oboer, 2 horn, fagott                           |                  | Äktheten ifrågasatt                                                               |
| –   | IIb:?8  | HV IIb:B7            | Divertimento (Parthie)    | B♭-dur  | 2 klarinetter, 2 horn, 2 fagotter                 |                  | Äktheten ifrågasatt                                                               |
| –   | IIb:?9  |                      |                           | B♭-dur  | Blåsare                                           |                  | Äktheten ifrågasatt                                                               |
| –   | IIb:?10 |                      |                           | Ess-dur | Blåsare                                           |                  | Äktheten ifrågasatt                                                               |
| –   | IIb:?11 |                      |                           | Ess-dur | Blåsare                                           |                  | Äktheten ifrågasatt                                                               |

Verk som tillskrivits Michael Haydn men som ej är autentiska
- Divertimento HV II:21 Ess dur, för stråkkvartett & 2 horn (av Joseph Haydn)
- Divertimento HV II:47 F-dur för stråkar & slagverk. "Leksakssymfonin", troligen komponerad av Edmund Angerer men bearbetad av Leopold Mozart. Har felaktigt tillskrivits även Joseph Haydn.
- Serenata C dur P 86 för orkester, (av Franz Xaver Pokorný)
- Serenata A dur P 87 för orkester, (av Franz Xaver Pokorný)

### Symfonier
| MH     | Bl           | Andra numreringar            | Tonart  | Tillkomsttid     | Anm                                                                                 |
| ------ | ------------ | ---------------------------- | ------- | ---------------- | ----------------------------------------------------------------------------------- |
| 23     | I:*1         | P 35; S 1; HV I:C22          | C-dur   | 1758/1760ca      |                                                                                     |
| 24     | I:?1         |                              | D-dur   | 1758/1760ca      | Äktheten ifrågasatt, se Blazin p. 246                                               |
| 25     | I:1          |                              | F-dur   | 1758/1760ca      |                                                                                     |
| 26     | I:*2         | S 3; HV I:G2                 | G-dur   | 1758/1760ca      |                                                                                     |
| 35     | I:2          | P 1; HV I:Es4                | Ess-dur | 1760-11-20       | Benämnd "Partita"                                                                   |
| 37     | I:3          | P 2; S 2                     | C-dur   | 1761-02-16       |                                                                                     |
| 50     | I:*3         | P 36; S 9; HV I:D21          | D-dur   | 1760/1762        |                                                                                     |
| 51     | I:*4         | P 45; S 10; HV I:F9          | F-dur   | 1760/1762        |                                                                                     |
| 62     | I:9          | P 51; S 4                    | B♭-dur  | 1763-12-07       | La confidenza                                                                       |
| 63     | I:10         | P 3; S 5, HV I:A3            | A-dur   | 1763-12-29       |                                                                                     |
| 64     | I:4          | P 4; S 6; HV I:C31           | C-dur   | 1764-01-14       |                                                                                     |
| 65     | I:5a         | S 7                          | E-dur   | 1764-01-25       |                                                                                     |
| 69     | I:11         | P 38; S 8; HV I:D3           | D-dur   | Efter 1764-08-04 | Härledd från divertimentot MH 68                                                    |
| 82     | I:6a         | S 11                         | B♭-dur  | 1766-09-27       | Finalsatsen tillkomponerad senare, se MH 184. Jfr även HV I:59 (se Blazin p. 241)   |
| 108    | I:7          | P 7; S 12; HV I:G8           | G-dur   | Efter 1768-05-06 | Härledd från MH 107. Musiken använd i MH 186 & 107                                  |
| 132    | I:*5         | P 37; S 13; HV I:D26         | D-dur   | 1768/1770        | Sinfonia concertante?                                                               |
| 133    | I:x1         | P 52; S 14; HV I:B3          | B♭-dur  | 1768/1770        | Inget eget verk, musiken ingår tillsammans med trumpetkonserten MH 104 i en serenad |
| 150    | I:14         | P 41; S 15; HV I:D1          | D-dur   | Efter 1771-08-01 | Finalsatsen härledd från Hermann, MH 148                                            |
| 151    | I:15         | P 44; S 17; HV I:E3          | E-dur   | Efter 1771-08-01 | De två första satserna härledda från MH 148                                         |
| 152    | I:16         | P 6; S 16; HV I:A9           | A-dur   | Efter 1771-08-01 | Första och tredje satserna härledda från balettmusiken MH 141                       |
| 184    | I:6b         | P 9; S 11a                   | B♭-dur  | 1772-06-15       | Variant av MH 82                                                                    |
| 188    | I:17         | P 10; S 18; HV I:C5          | C-dur   | 1773-08-23       |                                                                                     |
| 198    | I:18         | P 11; S 19                   | D-dur   | 1774-04-17       |                                                                                     |
| 251    | I:x2         | P 12                         | C-dur   | 1777-03-02       | Inget eget verk. Benämnd "Partita"                                                  |
| 252    | I:19         | P 12; S 20                   | C-dur   | Efter 1777-03-02 | Härledd från MH 141 & 251                                                           |
| 272    | I:*6         | P 42; S 21                   | D-dur   | 1778             |                                                                                     |
| 284    | I:20         | P 14; S 23                   | F-dur   | 1779-08-22       |                                                                                     |
| 287    | I:22         | P 43; S 22; KV 291/Anh. A 52 | D-dur   | 1778/1780ca      | jfr KV Anh. C 24.02                                                                 |
| 302    | I:21         | P 15; S 24                   | A-dur   | 1781-07-19       |                                                                                     |
| 334    | I:23         | P 16; S 25; KV 444/Anh. A 53 | G-dur   | 1783-05-23       | Mozart komponerade en långsam inledning till denna symfoni.                         |
| 340    | I:24         | P 17; S 26; HV I:Es17        | Ess-dur | 1783-08-14       |                                                                                     |
| 358    | I:25         | P 18; S 27; HV I:B1          | B♭-dur  | 1784-03-12       |                                                                                     |
| 384    | I:26         | P 19; S 28                   | C-dur   | 1784-09-28       |                                                                                     |
| 393    | I:27         | P 20; S 29; HV I:d4          | d-moll  | 1784-12-30       |                                                                                     |
| 399    | I:28         | P 21; S 30                   | D-dur   | 1785-03-10       |                                                                                     |
| 405    | I:29         | P 22; S 31                   | F-dur   | 1785-05-30       |                                                                                     |
| 420    | I:30         | P 23; S 32                   | D-dur   | 1786-05-30       |                                                                                     |
| 425    | I:31         | P 24; S 33                   | B♭-dur  | 1786-09-28       | se MH 652                                                                           |
| 473    | I:32         | P 26; S 34                   | Ess-dur | 1788-01-02       |                                                                                     |
| 474    | I:33         | P 27; S 35                   | G-dur   | 1788-01-13       |                                                                                     |
| 475    | I:34         | P 28; S 36                   | B♭-dur  | 1788-01-22       |                                                                                     |
| 476    | I:35         | P 29; S 37                   | D-dur   | 1788-01-30       |                                                                                     |
| 477    | I:36         | P 30; S 38                   | F-dur   | 1788-02-10       |                                                                                     |
| 478    | I:37         | P 31; S 39                   | C-dur   | 1788-02-19       |                                                                                     |
| 507    | I:38         | P 32; S 40                   | F-dur   | 1789-07-15       |                                                                                     |
| 508    | I:39         | P 33; S 41                   | A-dur   | 1789-07-26       |                                                                                     |
| 652    | I:31a; IX:x2 | P 24; S 33a                  | B♭-dur  | 1799-02-16       | Menuett, tillkomponerad i efterhand till MH 425                                     |
| Anh. 7 | I:?2         |                              | C-dur   |                  | Ej bevarad, äktheten ifrågasatt                                                     |
| –      | I:5          | P 5; HV I:E1                 | E-dur   | Senast 1764      | Urversion av MH 65                                                                  |
| –      | I:6          | HV I:B2                      | B♭-dur  | Senast 1764      | Urversion av MH 82                                                                  |
| –      | I:8          | HV I:B3                      | B♭-dur  | Senast 1764      | Se MH 175                                                                           |
| –      | I:12         | P 46; HV I:F15               | F-dur   | Efter 1769       | Se MH 118                                                                           |
| –      | I:13         | HV I:D31                     | D-dur   | Senast 1772      |                                                                                     |
| –      | I:?3         | HV I:C19                     | C-dur   |                  | Äktheten ifrågasatt                                                                 |
| –      | I:?4         | HV I:d3                      | d-moll  |                  | Äktheten ifrågasatt                                                                 |
| –      | I:?5         | HV I:F16                     | F-dur   |                  | Äktheten ifrågasatt                                                                 |
| –      | I:?6         | HV I:G4                      | G-dur   |                  | Äktheten ifrågasatt                                                                 |
| –      | I:?7         | HV I:B16                     | B♭-dur  |                  | Äktheten ifrågasatt                                                                 |
| –      | I:?8         |                              | D-dur   | Tidigast 1777    | Äktheten ifrågasatt                                                                 |

Symfonier som tillskrivits Michael Haydn men som ej är autentiska: 
- D-dur, P 39=HV I:D2=W I:D2 (troligen av Jan Křtitel Vaňhal);
- D-dur, P 40 (troligen av Franz Xaver Pokorný)
- Ess-dur, HV I:Es5
- G-dur, P 48 (troligen av Franz Xaver Pokorný)
- G-dur, P 49 (troligen av Franz Xaver Pokorný)
- A-dur, P 50 (troligen av Georg Christoph Wagenseil)

För ytterligare tvivelaktiga och oäkta symfonier se Blazin, som listar totalt 27 dylika verk.

### Konserter
| MH  | Bl       | Andra numreringar | Soloinstrument               | Tonart  | Tillkomsttid      | Anm                                                                       |
| --- | -------- | ----------------- | ---------------------------- | ------- | ----------------- | ------------------------------------------------------------------------- |
| 36  | VIIa:1   | P 53; HV VIIa:B1  | Violin                       | B♭-dur  | 1760-12-20        |                                                                           |
| 41  | XVIII:1  | P 55              | Orgel (eller cembalo), viola | C-dur   | 1761-12-19?       |                                                                           |
| 52  | VIIa:2   | HV VIIa:G1        | Violin                       | G-dur   | 1760/1762         | Andra satsen omarbetad som första satsen i trumpetkonserten MH 60         |
| 53  | VIId.?2  | HV VIId:4         | Horn                         | D-dur   | 1760/1762         | Äktheten ifrågasatt, tillskrivs vanligen Joseph Haydn (se Blazin p. 267). |
| 60  | VIIe:1   | P 34              | Trumpet                      | C-dur   | Senast 1763-12-07 | Infogades senare i en serenad                                             |
| 61  | –        | P 34              | Basun                        | F-dur   | Senast 1763-12-07 | Endast ett larghetto bevarat, ingår i en serenad                          |
| 81  | VIIf:1   | P 54              | Flöjt                        | D-dur   | 1766-09-19        |                                                                           |
| 104 | VIIe:2   |                   | Trumpet                      | D-dur   | 1765/1768         | Infogades senare i en serenad tillsammans med MH 133                      |
| 105 | VIIf:2   | P 56              | Flöjt                        | D-dur   | 1765/1768         |                                                                           |
| 134 | VIId:?1  | P 134             | Horn                         | D-dur   | 1768/1770         | Äktheten ifrågasatt                                                       |
| 207 | VIIa:*1  |                   | Violin                       | A-dur   | 1776-ca           |                                                                           |
| 268 | XVIII:2  | P 57              | Cembalo                      | F-dur   | 1776/1778         |                                                                           |
| 806 | XXXI:13  |                   | Horn                         | Ass-dur | 1802ca            | Bearbetning av larghettot i Mozarts hornkonsert KV 447                    |
| –   | VIIb:1   | HV VIIb:g1        | Cello                        | g-moll  | Senast 1773       | Ej bevarad                                                                |
| –   | XVIII:?1 |                   | Orgel eller piano            | G-dur   |                   | Äktheten ifrågasatt                                                       |
| –   | XVIII:?2 | HV XVIII:C1       | Piano eller cembalo          | C-dur   | Senast 1766       | Äktheten ifrågasatt                                                       |

Konserter tillskrivna Michael Haydn men som ej är autentiska: 
- Cembalokonsert F dur, HV XVIII:F2
- Cembalokonsert F dur, HV XVIII:F3 (av Johann Georg Lang?)
- Cellokonsert D-dur, HV VII:b4
- Cellokonsert B♭-dur, ms MH Munich Cat. no. 208
- Flöjtkonsert D-dur, HV VIIf:D1 (av Leopold Hofmann)

### Danser för orkester
| MH  | Bl       | Andra numreringar      | Dansform                       | Tillkomsttid | Anm                                       |
| --- | -------- | ---------------------- | ------------------------------ | ------------ | ----------------------------------------- |
| 135 | IX:2     | P 79; KV 104/61:1,2    | 12 menuetter                   | 1768/1770    | Nr. 1-2 = KV 104:1,2.                     |
| 136 | IX:6     | KV 104/61:6; KV 61g:II | 12 menuetter                   | 1768/1770    | Nr. 1=KV 61g:II, Nr. 3=KV 104:6           |
| 137 | IX:9     |                        | 6 menuetter                    | 1776         |                                           |
| 193 | IX:8     | P 81                   | 12 menuetter                   | 1775         |                                           |
| 197 | IX:7     |                        | 12 menuetter                   | 1774         |                                           |
| 250 | IX:10    |                        | 12 menuetter                   | 1777         |                                           |
| 274 | IX:11    | P 80                   | 12 menuetter                   | 1778         |                                           |
| 333 | IX:12    | P 69                   | 6 menuetter                    | 1783-02-07   |                                           |
| 354 | IX:13    | P 70                   | 6 menuetter                    | 1784-01-23   |                                           |
| 413 | IX:14    |                        | 6 menuetter                    | 1785         |                                           |
| 414 | IX:15    | P 71                   | 6 menuetter                    | 1786-01-19   |                                           |
| 416 | IX:16    | P 72                   | 6 tyska danser                 | 1786-02-12   |                                           |
| 417 | IX:20    | P 76                   | 6 tyska danser                 | 1789-01-17   | Se även MH 500                            |
| 423 | IX:17    | P 73                   | 6 menuetter                    | 1786-08-20   |                                           |
| 424 | IX:18    | P 74                   | 6 tyska danser                 | 1786-08-22   |                                           |
| 499 | IX:19    | P 75                   | 6 menuetter                    | 1789-01-15   |                                           |
| 500 | IX:x1    | P 76                   | Coda for tyska danser          | 1789-01-17   | Inget självständigt verk, hör till MH 417 |
| 529 | Ic:2     | P 83                   | 2 inglese                      | 1791-03-07   |                                           |
| 550 | IX:21    | P 77                   | 12 menuetter                   | 1794-01-16   |                                           |
| 570 | XXXII:20 |                        | 6 tyska danser eller menuetter | 1795ca       | Endast skisser                            |
| 693 | IX:22    | P 78                   | 12 menuetter                   | 1798-01-28   |                                           |
| –   | –        |                        | 2 menuetter                    |              | ms A-Ssp Hay 1946.1                       |
| –   | IX:1     | KV 104/61e             | 6 menuetter                    | 1764/1772ca  |                                           |
| –   | IX:5     | KV 105/61f             | 6 menuetter                    | Senast 1771  |                                           |
| –   | IX:4     | KV Anh. C 13.03        | 6 menuetter                    | Senast 1771  |                                           |
| –   | IX:3     |                        | 6 menuetter                    | Senast 1771  |                                           |
| –   | IX:*2    |                        | 6 tyska danser                 | 1786-ca      |                                           |

### Marscher för orkester
| MH  | Bl      | Andra numreringar | Tonart | Tillkomsttid | Anm                                                                       |
| --- | ------- | ----------------- | ------ | ------------ | ------------------------------------------------------------------------- |
| 67  | VIII:x1 | P 58              | D-dur  | 1764-07-22   | Inget självständigt verk, ingår i MH 68                                   |
| 211 | VIII:*1 |                   | D-dur  | 1773/1775    |                                                                           |
| 220 | VIII:1  | P 68              | D-dur  | 1776ca       |                                                                           |
| 288 | VIII:?1 |                   |        | 1778/1780ca  | Samling av 6 marscher, äktheten ifrågasatt                                |
| 339 | VIII:2  | P 63              | D-dur  | 1783-08-03   |                                                                           |
| 432 | VIII:*2 |                   | D-dur  | 1787ca       |                                                                           |
| 439 | VIII:3  | P 60              | D-dur  | 1787-05-28   |                                                                           |
| 440 | VIII:4  | P 61              | C-dur  | 1787-06-17   |                                                                           |
| 441 | VIII:5  | P 62              | D-dur  | 1787-07-07   |                                                                           |
| 515 | VIII:6  | P 64              | D-dur  | 1790-06-12   |                                                                           |
| 569 | VIII:*3 | P 67              | C-dur  | 1795ca       | National-Marsch eller Josias Coburg-Marsch. Endast bevarad i pianoversion |
| 601 | VIII:7  | P 65              | C-dur  | 1795-08-06   | Marcia turchesa. Avsedd som inlaga i Mozarts Enleveringen ur Seraljen     |
| 823 | VIII:8  | P 66              | C-dur  | 1803-04-22   |                                                                           |
| –   | VIII:?2 | HV VIII:D1        | D-dur  |              | Marche von dem k. k. infanterie Regment H: Colredo. Äktheten ifrågasatt.  |
| –   | VIII:?3 |                   | C-dur  |              | Marche de la Legion di Mirabeau. Äktheten ifrågasatt.                     |

## Kyrkomusik

### Mässor och requiem
| MH  | Bl           | Andra numreringar                                      | Titel                                                                     | Tonart  | Besättning                          | Tillkomsttid     | Anm |
| --- | ------------ | ------------------------------------------------------ | ------------------------------------------------------------------------- | ------- | ----------------------------------- | ---------------- | --- |
| 1   | XXII:1       | K I/1                                                  | Missa in honorem Sanctissimae Trinitatis                                  | D-dur   | Kör & orkester                      | 1754             | |
| 2   | XXXII:1      |                                                        | Mässfragment                                                              | d-moll  |                                     | 1754/1757ca      | |
| 3   | XXXII:2      | K I/31A                                                | Mässfragment                                                              | d-moll  |                                     | 1754/1757ca      | |
| 12  | XXII:2       | K I/27; HV XXII:C4                                     | Missa Sancti Michaelis                                                    | C-dur   | Kör & orkester                      | Senast 1757      | |
| 13  | XXII:7       | K I/2                                                  | Missa Sanctae Cyrilli et Methodii                                         | C-dur   | Kör & orkester                      | 1758             | |
| 15  | XXII:3       |                                                        | Missa Beatissimae Virginis Mariae                                         | C-dur   | Soli, kör & orkester                | Senast 1757      | |
| 16  | XXII:4       | K I/7                                                  | Missa in honorem Sancti Josephi                                           | C-dur   | Kör & orkester                      | Senast 1757      | |
| 17  | XXII:5       | (K I/5); HV XXII:C9                                    | Missa in honorem Sancti Gabrielis                                         | C-dur   | Kör & orkester                      | Senast 1757      | Se även MH 112 |
| 18  | XXXII:4      |                                                        | /Mässa/                                                                   | a-moll  |                                     | 1758/1760ca      | Endast delvis bevarad |
| 42  | XXII:*1      | K I/35; HV XXII:C14                                    | /Mässa/                                                                   | C-dur   | Soli, kör & orkester                | Senast 1757      | |
| 43  | XXII:6       | (K I/25); HV XXII:C16                                  | Missa Sancti Francisci Seraphici                                          | C-dur   | Soli, kör & orkester                | 1760/1762        | Omarbetad som MH 119 |
| 44  | XXII:*2      |                                                        | /Mässa/                                                                   | C-dur   | Soli, kör & orkester                | Senast 1757      | |
| 56  | XXII:8       | K I/16                                                 | Missa Sanctae Crucis                                                      | a-moll  | Kör                                 | 1762-03-29       | |
| 57  | XXII:9       | K I/3                                                  | Missa Dolorum Beatae Virginis Mariae                                      | a-moll  |                                     | 1762-04-03       | Ej bevarad, omarbetad som MH 552 |
| 87  | XXII:10      | (K I/6); HV XXII:C48                                   | Missa Sancti Raphaelis                                                    | C-dur   | Soli, kör & orkester                | 1765/1768        | Omarbetad som MH 111 |
| 109 | XXII:11      | K I/4                                                  | Missa Sancti Nicolai Tolentini                                            | C-dur   | 2 sopraner, gosskör & orkester      | 1768-09-17       | Omarbetad som MH 154 |
| 111 | XXII:10a     | K I/6                                                  | Gloria et Credo ad Missam Sancti Raphaelis                                | C-dur   | Soli, kör & orkester                | 1768-11-07       | Avsedd för MH 87 |
| 112 | XXII:5a      | K I/5; HC XXII:C9                                      | Gloria et Credo ad Missam Sancti Gabrielis                                | C-dur   | Soli, kör & orkester                | 1768-12-01       | Avsedd för MH 17 |
| 119 | XXII:6a      | K I/25; K I/31B; K I/31C                               | Missa Sancti Francisci Seraphici                                          | C-dur   | Soli, kör & orkester                | 1768/1770        | Omarbetning av MH 43 |
| 154 | XXII:11a     | K I/4b                                                 | Missa Sancti Nicolai Tolentini                                            | C-dur   | Soli, kör & orkester                | 1771-12-14       | Omarbetning av MH 109 |
| 155 | XXIIa:1      | K I/8                                                  | Missa pro defuncto Archiepiscopo Sigismundo (Requiem)                     | c-moll  | Soli, kör & orkester                | 1771-12-31       | |
| 182 | XXII:12      | K I/9                                                  | Missa Sancti Joannis Nepomuceni                                           | C-dur   | Kör & orkester                      | 1772-05-21       | |
| 229 | XXII:13      | K I/10; HV XXII:C7                                     | Missa Sancti Amandi / Lambacensis                                         | C-dur   | Kör & orkester                      | 1776-09-04       | |
| 254 | XXII:14      | K I/11                                                 | Missa Sancti Hieronymi                                                    | C-dur   | Soli, kör & orkester                | 1777-09-14       | |
| 257 | XXII:15      | K I/12                                                 | Missa Sancti Aloysii                                                      | B♭-dur  | 2 sopraner, alt, gosskör & orkester | 1777-12-21       | |
| 322 | XXII:16      | K I/13                                                 | Missa in honorem Sancti Ruperti                                           | C-dur   | Soli, kör & orkester                | 1782-08-11       | |
| 419 | XXII:17      | K I/14                                                 | Missa in honorme Sancti Dominici                                          | C-dur   | Soli, kör & orkester                | 1786-03-25       | |
| 422 | XXII:18      | K I/17                                                 | Missa a due chori / Missa hispanica                                       | C-dur   | Soli, kör & orkester                | 1786-08-04       | |
| 530 | XXII:19      | K I/15                                                 | Missa Sancti Gotthardi / Missa Admontis                                   | C-dur   | Soli, kör & orkester                | 1792-02-19       | |
| 536 | XXIVc:1      | K VI/3                                                 | Deutsches Hochamt (Hier liegt vor deiner Majestät)                        | A-dur   | Kör & orkester                      | Senast 1793      | |
| 546 | XXII:20      | K I/18                                                 | Missa in honorem Sanctae Ursulae / Missa Chiemsensis                      | C-dur   | Soli, kör & orkester                | 1793-08-05       | |
| 551 | XXII:21      | K I/20                                                 | Missa pro Quadragesima                                                    | F-dur   | Kör & orgel                         | 1794-02-15       | |
| 552 | XXII:9a      | (K I/3)                                                | Missa Quadragesimalis                                                     | a-moll  | Kör & orgel                         | 1794-03-06       | Omarbetning av MH 57 |
| 553 | XXII:22      | K I/19                                                 | Missa Tempore Quadragesimae                                               | d-moll  | Kör & orgel                         | 1794-03-31       | |
| 560 | XXIVc:?1     | K VI/6C; HV XXII:B4                                    | /Tysk mässa/ (Hier liegt vor deiner Majestät)                             | B♭-dur  | 2 sopraner, alt, gosskör & orkester | 1795ca           | Äktheten ifrågasatt |
| 561 | XXIVc:2      | K VI/6B                                                | /Tysk mässa/ (Erbarmender! O Gott)                                        | Ess-dur | 2 sopraner, alt, gosskör & orkester | 1795ca           | |
| 562 | XXIVc:3      | K VI/6A                                                | /Tysk mässa / (In Demut fall ich vor Dir)                                 | F-dur   | 2 sopraner, gosskör & orgel         | 1795ca           | |
| 596 | XXXI:4       |                                                        | Gloria del Signore Giuseppe Haydn un poco più prolongato dal suo fratello | B♭-dur  | Kör & orkester                      | 1795-07-16       | Bearbetning av gloriasatsen ur Joseph Haydns mässa HV XXII:7 |
| 602 | XXIVc:4      | K VI/2;K VI/24A                                        | Deutsches Hochamt (Hier liegt vor deiner Majestät)                        | B♭-dur  | Gosskör, 2 horn & orgel             | 1795-08-17       | Se även MH 679 |
| 603 | XXXII:22     | K VI/33A                                               | Saeculorum                                                                | C-dur   | Gosskör & orgel                     | 1795-08-17ca     | Fragment |
| 611 | XXIVc:5      | K VI/4; K VI/24B                                       | Deutsches Hochamt (Wir werfen uns darnieder)                              | F-dur   | Kör & orkester                      | 1795-11-11       | |
| 628 | XXII:x1      | K I/21; K IIA/28; K III/11; K III/12; K III/42; K V/8C | In coena Domini ad missam                                                 |         | Kör & orgel                         | 1796-03-07       | Varje stycke bör betraktas som ett individuellt verk. Består av Introitus (Nos autem), graduale (Christus factus est), offertorium (Dextera Domini), Communio (Dominus Jesus), Tenebrae (Tenebrae factae sunt (bearbetning av MH 610)) |
| 629 | XXIVc:6      | V I/5; K VI/24C                                        | Deutsches Hochamt (Wir werfen uns darnieder)                              | C-dur   | Kör & orkester                      | 1796-03-23       | |
| 642 | XXIVc:7      | K VI/1                                                 | Deutsches Hochamt (Hier liegt vor deiner Majestät)                        | B♭-dur  | Kör & orgel                         | 1797             | Ej bevarad |
| 671 | XXIVc:*1     |                                                        | Deutsches Hochamt (Hier liegt vor deiner Majestät)                        | F-dur   | Kör & orgel                         | 1795/1798ca      | |
| 796 | XXII:23      | K I/22                                                 | Missa sotto il titolo de Santa Teresia                                    | D-dur   | Soli, kör & orkester                | 1801-08-03       | Se även MH 797. Omarbetad som MH 800 |
| 797 | XXII:23a     | (K I/22)                                               | In gloria Dei                                                             | D-dur   | Soli, kör & orkester                | Efter 1801-08-03 | avsedd för MH 796 |
| 826 | XXII:24      | K I/23                                                 | Missa sub titulo Sancti Francisci Seraphici                               | D-dur   | Soli, kör & orkester                | 1803-08-16       | |
| 837 | XXII:25      | K I/24                                                 | Missa sub titulo Sancti Leopoldi                                          | G-dur   | 2 sopraner, alt, gosskör, orkester  | 1805-12-22       | |
| 838 | XXIIa:2      | K I/26                                                 | Missa pro defunctis (Requiem)                                             | B♭-dur  | Soli, kör & orkester                | 1806             | Ofullbordat verk, Michael Haydn avled under komponerandet. |
| –   | XXII:?1      | K I/32; HV XXII:C11                                    | Missa brevis                                                              | C-dur   |                                     | Senast 1779      | Äktheten ifrågasatt |
| –   | XXII:?2      | HV XXII:C6                                             | /Mässa/                                                                   | C-dur   |                                     |                  | Äktheten ifrågasatt |
| –   | XXII:?3      | HV XXII:C12                                            | /Mässa/                                                                   | C-dur   |                                     | Senast 1771      | Äktheten ifrågasatt |
| –   | XXII:?4      | HV XXII:C13                                            | /Mässa/                                                                   | C-dur   |                                     | Senast 1790      | Äktheten ifrågasatt |
| –   | XXII:?5      | HV XXII:C19                                            | /Mässa/                                                                   | C-dur   |                                     |                  | Äktheten ifrågasatt |
| –   | XXII:?6      | HV XXII:C22                                            | /Mässa/                                                                   | C-dur   |                                     |                  | Äktheten ifrågasatt |
| –   | XXII:?7      | HV XXII:C27                                            | /Mässa/                                                                   | C-dur   |                                     |                  | Äktheten ifrågasatt |
| –   | XXII:?8      | HV XXII:C32                                            | /Mässa/                                                                   | C-dur   |                                     | Senast 1778      | Äktheten ifrågasatt |
| –   | XXII:?9      | HV XXII:C33                                            | /Mässa/                                                                   | C-dur   |                                     |                  | Äktheten ifrågasatt |
| –   | XXII:?10     | HV XXII:C39                                            | /Mässa/                                                                   | C-dur   |                                     |                  | Äktheten ifrågasatt |
| –   | XXII:?11     | HV XXII:C41                                            | /Mässa/                                                                   | C-dur   |                                     |                  | Äktheten ifrågasatt |
| –   | XXII:?12     | HV XXII:D6                                             | /Mässa/                                                                   | D-dur   |                                     |                  | Äktheten ifrågasatt |
| –   | XXII:?13     | HV XXII:D7                                             | /Mässa/                                                                   | D-dur   |                                     |                  | Äktheten ifrågasatt |
| –   | XXII:?14     | HV XXII:D8                                             | /Mässa/                                                                   | D-dur   |                                     |                  | Äktheten ifrågasatt |
| –   | XXII:?15     | HV XXII:D10                                            | /Mässa/                                                                   | D-dur   |                                     |                  | Äktheten ifrågasatt |
| –   | XXII:?16     | HV XXII:Es5                                            | /Mässa/                                                                   | Ess-dur |                                     |                  | Äktheten ifrågasatt |
| –   | XXII:?17     | HV XXII:Es6                                            | /Mässa/                                                                   | Ess-dur |                                     |                  | Äktheten ifrågasatt |
| –   | XXII:?18     | HV XXII:Es7                                            | /Mässa/                                                                   | Ess-dur |                                     |                  | Äktheten ifrågasatt |
| –   | XXII:?19     | HV XXII:Es11; KV. Anh.C.1.29                           | /Mässa/                                                                   | Ess-dur | Soli, kör & orkester                |                  | Äktheten ifrågasatt |
| –   | XXII:?20     | HV XXII:Es14                                           | /Mässa/                                                                   | Ess-dur |                                     |                  | Äktheten ifrågasatt |
| –   | XXII:?21     | HV XXII:Es15                                           | /Mässa/                                                                   | Ess-dur |                                     |                  | Äktheten ifrågasatt |
| –   | XXII:?22     | HV XXII:Es16                                           | /Mässa/                                                                   | Ess-dur |                                     |                  | Äktheten ifrågasatt |
| –   | XXII:?23     | HV XXII:F3                                             | /Mässa/                                                                   | F-dur   |                                     |                  | Äktheten ifrågasatt |
| –   | XXII:?24     | HV XXII:F4                                             | /Mässa/                                                                   | F-dur   |                                     |                  | Äktheten ifrågasatt |
| –   | XXII:?25     | HV XXII:G6                                             | /Mässa/                                                                   | G-dur   |                                     |                  | Äktheten ifrågasatt |
| –   | XXII:?26     | HV XXII:g1                                             | /Mässa/                                                                   | g-moll  |                                     | Senast 1778      | Äktheten ifrågasatt |
| –   | XXII:?27     | HV XXII:B8                                             | /Mässa/                                                                   | B♭-dur  |                                     |                  | Äktheten ifrågasatt |
| –   | XXII:?28-?59 |                                                        | /Mässa/                                                                   |         |                                     |                  | Ytterligare mässor som nämns av Blazin, se denne för detaljer. Äktheten för samtliga ifrågasatt. |
| –   | XXIIa:?1     | HV XXIIa:c2                                            | /Requiem/                                                                 | c-moll  |                                     | Senast 1779      | Äktheten ifrågasatt |
| –   | XXIIa:?2     | HV XXIIa:c4                                            | /Requiem/                                                                 | c-moll  |                                     |                  | Äktheten ifrågasatt |
| –   | XXIIa:?3     | HV XXIIa:c5                                            | /Requiem/                                                                 | c-moll  |                                     | Senast 1799      | Äktheten ifrågasatt |
| –   | XXIIa:?4     | HV XXIIa:D1                                            | /Requiem/                                                                 | D-dur   |                                     |                  | Äktheten ifrågasatt |
| –   | XXIIa:?5     | HV XXIIa:Es10                                          | /Requiem/                                                                 | Ess-dur |                                     |                  | Äktheten ifrågasatt |
| –   | XXIIa:?6     | HV XXIIa:Es11                                          | /Requiem/                                                                 | Ess-dur |                                     |                  | Äktheten ifrågasatt |
| –   | XXIIa:?7     | HV XXIIa:Es13                                          | /Requiem/                                                                 | Ess-dur |                                     |                  | Äktheten ifrågasatt |
| –   | XXIIa:?8     | HV XXIIa:B1                                            | /Requiem/                                                                 | B♭-dur  |                                     |                  | Äktheten ifrågasatt |
| –   | XXIIa:?9     | HV XXIIa:B2                                            | /Requiem/                                                                 | B♭-dur  |                                     | Senast 1795      | Äktheten ifrågasatt |
| –   | XXIIa:?10-17 |                                                        | /Requiem/                                                                 |         |                                     |                  | Ytterligare requiem som listas av Blazin, se denne för detaljer. Äktheten för samtliga ifrågasatt. |

Mässor som felaktigt tillskrivits Michael Haydn (urval, Blazin listar totalt 64 mässor och 4 requiem som inte är autentiska. Ett antal av dessa har även tillskrivits Joseph Haydn, se Blazin och Hoboken för detaljer):
| MH  | Andra numreringar          | Titel                         | Tonart  | Anm                                                               |
| --- | -------------------------- | ----------------------------- | ------- | ----------------------------------------------------------------- |
| 559 |                            | Missa pro defunctis (requiem) | c-moll  | Av Georg von Pasterwitz                                           |
| –   | HV XXIIa:Es1               | Requiem                       | Ess-dur |                                                                   |
| –   | HV XXIIa:Es4               | Requiem                       | Ess-dur |                                                                   |
| –   | HV XXIIa:Es5               | Requiem                       | Ess-dur |                                                                   |
| –   | HV XXIIa:Es12              | Requiem                       | Ess-dur |                                                                   |
| –   | K I/38; HV XXII:G1         | Missa solemnis                | G-dur   | Även tillskriven Anton Diabelli och Joseph Haydn                  |
| –   | K I/34; HV I:C5            | /Mässa/                       | C-dur   | Även tillskriven "Schneider"                                      |
| –   | K I/33; HV XXII:C17        | /Mässa/                       | C-dur   | Även tillskriven Joseph Krottendorfer, Schneider och Joseph Haydn |
| –   | HV XXII:G2; KV Anh. C 1.15 | Missa der Schulmeister        | G-dur   | Troligen av Franz Joseph Aumann                                   |
| –   | K I/29                     | /Mässa/                       | C-dur   | Även tillskriven Leopold Hofmann och Krottendorfer                |
| –   | K I/36                     | /Mässa/                       | C-dur   | Även tillskriven Martin Andreas Heimerich                         |
| –   | K I/37                     | /Mässa/                       | A-dur   | Även tillskriven "Strasser"                                       |
| –   | HV XXII:C14                | /Mässa/                       | C-dur   |                                                                   |
| –   | HV XXII:C20                | /Mässa/                       | C-dur   |                                                                   |
| –   | HV XXII:C25                | /Mässa/                       | C-dur   |                                                                   |
| –   | HV XXII:F5                 | /Mässa/                       | C-dur   |                                                                   |
| –   | HV XXII:G5                 | /Mässa/                       | G-dur   | Arrangemang av MH 749, ej autentiskt                              |
| –   | K I/28                     | Missa brevis                  | C-dur   | Även tillskriven Johann Georg Reutter                             |
| –   |                            | Kyrie                         |         | Bearbetning av en mässa av Georg von Pasterwitz                   |

### Graduale
Flertalet för kör & orkester. MH 190, 342 & 392 har soloröster; MH 38, 695 & 696 har endast orgelackompanjemang
| MH      | Bl                    | Andra numreringar       | Text                            | Tonart  | Tillkomsttid | Anm                  |
| ------- | --------------------- | ----------------------- | ------------------------------- | ------- | ------------ | -------------------- |
| 4       | XXXII:4               |                         | Alleluia. Lauda Jerusalem       | C-dur   | 1754/1757ca  | Fragment             |
| 38      | XXIIIa:1              |                         | Christus factus est             | c-moll  | 1761-03-18   |                      |
| 190     | XXIIIa:18             |                         | Egregie doctor paule            | B♭-dur  | 1774ca       |                      |
| 341     | XXIIIa:42             | K IIA/8                 | Viderunt omnes                  | F-dur   | 1783-12-06   |                      |
| 342     | XXIIIa:43             | K IIA/11                | Laudate pueri                   | G-dur   | 1783-12-12   |                      |
| 343     | XXIIIa:44             | K IIA/9                 | Sederunt principes              | G-dur   | 1783-12-17   |                      |
| 344     | XXIIIa:45             | K IIA/10                | Hic est discipulus              | B♭-dur  | 1783-12-21   |                      |
| 345     | XXIIIa:46             | K IIB/42                | Ecce sacerdos                   | e-moll  | 1783-12-24   |                      |
| 348     | XXIIIa:?12            |                         | Benedictus es, Domine           | G-dur   | 1780/1782ca  | Äktheten ifrågasatt  |
| 350     | XXIIIa:47             | K IIA/13                | Omnes de Saba                   | G-dur   | 1784-01-02   |                      |
| 351     | XXIIIa:48             | K IIB/2                 | Salvos fac nos                  | B♭-dur  | 1784-01-08   |                      |
| 352     | XXIIIa:49             | K IIB/14; K IIB/21      | Gloriosus Deus                  | C-dur   | 1784-01-12   |                      |
| 353     | XXIIIa:50             | K IIB/10                | Tu es vas electionis            | A-dur   | 1784-01-16   |                      |
| 355     | XXIIIa:51             | K IIB/1                 | Nunc dimittis                   | D-dur   | 1784-01-29   |                      |
| 356     | XXIIIa:52             | K IIA/45                | Ab ortu solis                   | B♭-dur  | 1784-02-05   |                      |
| 357     | XXIIIa:53             | K IIB/31                | Audi filia                      | d-moll  | 1784-02-27   |                      |
| 359     | XXIIIa:54             | K IIB/46                | Domine praevenisti eum          | C-dur   | 1784-03-16   |                      |
| 360     | XXIIIa:55             | K IIA/26                | Dolorosa et lacrymabilis es     | c-moll  | 1784-03-24   |                      |
| 361     | XXIIIa:56             | K IIA/29                | Victimae paschali laudes        | F-dur   | 1784-04-05   |                      |
| 362     | XXIIIa:57             | K IIA/30                | Alleluia. In die resurrectionis | B♭-dur  | 1784-04-08   |                      |
| 363     | XXIIIa:58; XXIIIa:x5  | K IIB/20; KIIB/40       | Alleluia. Confitebuntur coeli   | D-dur   | 1784-04-16   |                      |
| 364     | XXIIIa:59             | K IIB/22                | Dicite in gentibus              | C-dur   | 1784-04-22   |                      |
| 365     | XXIIIa:60             | K IIA/37; HV XXIIIa:A4  | Alleluia. Ascendit Deus         | A-dur   | 1784-05-09   |                      |
| 369     | XXIIIa:61             | K IIA/41; K III/10      | Benedictus es Domine            | B♭-dur  | 1784-06-03   |                      |
| 370     | XXIIIa:62             | K IIB/13                | Exsultabunt Sancti              | e-moll  | 1784-06-06   |                      |
| 372     | XXIIIa:63             | K IIB/8                 | Priusquam te formarem           | C-dur   | 1784-06-21   |                      |
| 373     | XXIIIa:64             | K III/7                 | Constitues eos principes        | A-dur   | 1784-06-24   |                      |
| 374     | XXIIIa:65             | K IIB/29                | Benedicta et venerabilis es     | Ess-dur | 1784-06-28   |                      |
| 375     | XXIIIa:66             | K IIB/47                | Adjuvabit eam Deus              | B♭-dur  | 1784-07-07   |                      |
| 376     | XXIIIa:67             | K IIB/23                | Dilexisti justitiam             | D-dur   | 1784-07-11   |                      |
| 377     | XXIIIa:68             | K IIB/24                | Speciosus forma                 | C-dur   | 1784-07-24   |                      |
| 378     | XXIIIa:69             | K IIB/39                | Probasti Domine                 | d-moll  | 1784-07-30   |                      |
| 379     | XXIIIa:70; XXIIIa:x4  | K IIB/11; K IIB/32      | Felix es sacra Virgo            | F-dur   | 1784-08-11   |                      |
| 380     | XXIIIa:71             | K III/16                | Nimis honorati sunt             | e-moll  | 1784-08-17   |                      |
| 381     | XXIIIa:72             | K IIB/12                | Benedicite Dominum              | E-dur   | 1784-08-24   |                      |
| 382     | XXIIIa:73             | K IIB/41                | Juravit Dominus                 | Ess-dur | 1784-09-04   |                      |
| 383     | XXIIIa:74             | K IIB/25                | Locus iste                      | F-dur   | 1784-09-09   |                      |
| 385     | XXIIIa:75             | K III/14                | Timete Dominum                  | G-dur   | 1784-10-27   |                      |
| 386     | XXIIIa:76             | K IIB/7                 | Dilectus meus                   | A-dur   | 1784-11-12   |                      |
| 387     | XXIIIa:77             | K IIB/28                | Tollite portas                  | C-dur   | 1784-11-19   |                      |
| 388     | XXIIIa:78             | K IIB/30                | Ave Maria                       | a-moll  | 1784-11-26   |                      |
| 389     | XXIIIa:79             | K IIB/45                | Justus ut palma                 | B♭-dur  | 1784-11-29   |                      |
| 390     | XXIIIa:80             | K IIA/6                 | Tecum principium                | G-dur   | 1784-12-05   |                      |
| 391     | XXIIIa:81             | K IIA/7                 | Benedictus qui venit            | B♭-dur  | 1784-12-07   |                      |
| 392     | XXIIIa:82             | K IIA/12                | Effunderunt sanguinem           | D-dur   | 1784-12-11   |                      |
| 397     | XXIIIa:83             | K IIB/9                 | Tu es Petrus                    | a-moll  | 1785-02-12   |                      |
| 398     | XXIIIa:84             | K IIB/43                | Beatus vir, qui timet Dominum   | c-moll  | 1785-02-19   |                      |
| 401     | XXIIIa:85             | K III/43                | Oculi omnium                    | D-dur   | 1785-04-14   |                      |
| 402     | XXIIIa:86             | K IIA/38                | Alleluia. Confitemini Domini    | D-dur   | 1785-05-01   |                      |
| 403     | XXIIIa:87             | K IIB/3                 | Domine quis habitabit           | E-dur   | 1785-05-08   |                      |
| 408     | XXIIIa:88             | K IIB/6                 | Ecce virgo concipiet            | Ess-dur | 1785-11-24   |                      |
| 409     | XXIIIa:89             | K III/1                 | Ne timeas, Maria                | B♭-dur  | 1785-11-29   |                      |
| 410     | XXIIIa:90             | K IIA/44                | Beatus vir, qui suffert tenta   | a-moll  | 1785-12-01   |                      |
| 442     | XXIIIa:91             | K IIA/1                 | Universi, qui te exspectant     | d-moll  | 1787-08-26   |                      |
| 443     | XXIIIa:92             | K IIA/2                 | Ex Sion species decoris ejus    | g-moll  | 1787-08-28   |                      |
| 444     | XXIIIa:93             | K IIA/3                 | Qui sedes, Domine               | B♭-dur  | 1787-09-01   |                      |
| 445     | XXIIIa:94             | K IIA/4                 | Prope est Dominus               | a-moll  | 1787-09-05   |                      |
| 446     | XXIIIa:95             | K IIA/18                | Adjutor in opportunitatibus     | e-moll  | 1787-09-09   |                      |
| 447     | XXIIIa:96             | K IIA/19                | Sciant gentes                   | G-dur   | 1787-09-14   |                      |
| 448     | XXIIIa:97             | K IIA/20; HV XXIIIa:C15 | Tu es Deus                      | C-dur   | 1787-09-20   |                      |
| 451     | XXIIIa:103            | K IIA/21                | Angelis suis Deus mandavit      | h-moll  | 1787-10-27   |                      |
| 453     | XXIIIa:105            | K IIA/22                | Tribulationes cordis mei        | a-moll  | 1787-11-23   |                      |
| 456     | XXIIIa:?13            |                         | De funesta necis domo           | C-dur   | 1786/1788ca  | Äktheten ifrågasatt  |
| 479     | XXIIIa:106            | K IIA/23                | Exsurge Domine                  | c-moll  | 1788-02-20   |                      |
| 480     | XXIIIa:107            | K IIA/24                | Laetatus sum                    | B♭-dur  | 1788-02-26   |                      |
| 481     | XXIIIa:108            | K IIA/25                | Eripe me                        | f-moll  | 1788-03-01   |                      |
| 482     | XXIIIa:109            | K IIA/31                | Alleluia. Cognoverunt discipuli | D-dur   | 1788-03-08   |                      |
| 483     | XXIIIa:110            | K IIA/32                | Alleluia. Redemptionem misit    | F-dur   | 1788-03-14   |                      |
| 484     | XXIIIa:111            | K IIA/33                | Alleluia. Dextera Domini        | A-dur   | 1788-03-26   |                      |
| 485     | XXIIIa:112            | K IIA/34                | Alleluia. Surrexit Christus     | E-dur   | 1788-04-11   |                      |
| 486     | XXIIIa:113            | K IIA/35                | Alleluia. Regnavit Dominus      | C-dur   | 1788-04-23   |                      |
| 487     | XXIIIa:114; XXIIIa:x2 | K IIA/46; K IIA/43      | Ad Dominum, dum tribularer      | a-moll  | 1788-04-29   |                      |
| 488     | XXIIIa:115            | K IIA/47                | Jacta cogitatum tuum            | Ess-dur | 1788-05-07   |                      |
| 489     | XXIIIa:116            | K IIA/48                | Propitius esto Dominus          | d-moll  | 1788-05-17   |                      |
| 490     | XXIIIa:117            | K IIA/50                | Convertere Domine               | B♭-dur  | 1788-05-29   |                      |
| 491     | XXIIIa:118            | K IIA/53                | Domine, Dominus noster          | D-dur   | 1788-06-07   |                      |
| 492     | XXIIIa:119            | K IIA/56                | Benedicam Dominum               | F-dur   | 1788-06-19   |                      |
| 494     | XXIIIa:120            | K IIA/67                | De profundis                    | D-dur   | 1788-11-20   |                      |
| 495     | XXIIIa:121            | K IIA/14                | Benedictus Dominus Deus Israel  | F-dur   | 1788-11-29   |                      |
| 496     | XXIIIa:122            | K IIA/15                | Misit Dominus verbum suum       | A-dur   | 1788-12-10   |                      |
| 497     | XXIIIa:123            | K IIA/16                | Timebunt gentes                 | E-dur   | 1788-12-20   |                      |
| 498     | XXIIIa:124            | K IIA/17                | Dominus regnavit                | B♭-dur  | 1788-12-29   |                      |
| 501     | XXIIIa:125            | K IIA/49                | Protector noster                | F-dur   | 1789-02-12   |                      |
| 502     | XXIIIa:126            | K IIA/51                | Venite filii                    | F-dur   | 1789-03-01   |                      |
| 503     | XXIIIa:127            | K IIA/52                | Esto mihi in Deum               | A-dur   | 1789-03-19   |                      |
| 504     | XXIIIa:128            | K IIA/54                | Custodi me Domine               | G-dur   | 1789-04-04   |                      |
| 505     | XXIIIa:129            | K IIA/55                | In Deo speravit cor meum        | C-dur   | 1789-04-23   |                      |
| 506     | XXIIIa:130            | K IIA/57                | Respice Domine                  | e-moll  | 1789-05-12   |                      |
| 509     | XXIIIa:131            | K IIA/58                | Bonum est confidere             | B♭-dur  | 1789-08-02   |                      |
| 510     | XXIIIa:132            | K IIA/59                | Bonum est confiteri Domino      | A-dur   | 1789-08-22   |                      |
| 511     | XXIIIa:133            | K IIA/60                | Beata gens                      | Ess-dur | 1789-09-03   |                      |
| 513     | XXIIIa:134            | K IIB/44                | Caro mea vere                   | F-dur   | 1790ca       |                      |
| 519     | XXIIIa:135            | K IIA/61                | Laetatus sum                    | F-dur   | 1790-09-14   |                      |
| 520     | XXIIIa:136            | K IIA/62                | Dirigatur oratio mea            | G-dur   | 1790-09-23   |                      |
| 521     | XXIIIa:137            | K IIA/64                | Domine refugium noster          | A-dur   | 1790-10-14   |                      |
| 522     | XXIIIa:138; XXIIIa:x3 | K IIA/65; K IIB/27      | Ecce quam bonum                 | B♭-dur  | 1790-10-21   |                      |
| 523     | XXIIIa:139            | K IIA/66                | Liberasti nos                   | C-dur   | 1790-10-28   |                      |
| 524     | XXIIIa:140            | K IIA/63                | Paratum cor meum                | D-dur   | 1790-11-20   |                      |
| 525     | XXIIIa:141            | K III/17                | In omnem terram                 | B♭-dur  | 1790-12-14   |                      |
| 526     | XXIIIa:142            | K IIB/38                | Gloria et honore                | G-dur   | 1790-12-25   |                      |
| 528     | XXIIIa:144            | K IIB/26                | Post partum virgo               | G-dur   | 1791-01-25   |                      |
| 554     | XXIIIa:147            | K IIB/37                | Vos estis                       | C-dur   | 1794-05-28   | Bearbetning av MH 57 |
| 556     | XXIIIa:148            | K IIB/19                | Laudibus mons                   | G-dur   | 1794-08-20   |                      |
| 635     | XXIIIa:153            | K V/23                  | Virgo prudentissima             | C-dur   | 1796-08-05   |                      |
| 651     | XXIIIa:156            | K V/22A                 | Germinavit radix Jesse          | G-dur   | 1797-01-27   |                      |
| 653     | XXIIIa:157            | K IIB/5                 | Ecce ancilla Domini             | B♭-dur  | 1797-02-23   |                      |
| 656     | XXIIIa:160            | K IIA/5                 | Hodie scietis                   | B♭-dur  | 1797-05-12   |                      |
| 670     | XXIIIa:?14            | K IIB/49                | Ipsa virgo virginum             | D-dur   | 1795/1798ca  | Äktheten ifrågasatt  |
| 695     | XXIIIa:161            | K IIA/27                | Tenuisti manum                  | d-moll  | 1798-04-04   |                      |
| 696     | XXIIIa:162            | K IIA/36                | Alleluia. Confitemini quoniam   | F-dur   | 1798-04-17   |                      |
| 798     | XXIIIa:165            | K IIB/35                | Petite et accipietis            | B♭-dur  | 1801-08-08   |                      |
| 810     | XXIIIa:167            |                         | Alleluia. Confitebuntur         | D-dur   | 1802-04-04   |                      |
| 828     | XXIIIa:169            | K IIB/36                | Cantate Domino                  | A-dur   | 1803-08-30   |                      |
| (628:1) | XXIIIa:151            | K III/28                | Christus factus est             | G-dur   | 1796-03-07   |                      |
| –       | –                     |                         | Quodcumque in orbe              |         | 1774ca       |                      |

Ej autentiskt
- Inveni David C-dur, av Johann Georg Albrechtsberger [1]

### Offertorier
| MH      | Bl                   | Andra numreringar                 | Titel                                                     | Tonart  | Besättning                          | Tillkomsstid     | Anm |
| ------- | -------------------- | --------------------------------- | --------------------------------------------------------- | ------- | ----------------------------------- | ---------------- | --- |
| 45      | XXIIIa:*1            | HV XXIIIa:B3                      | Spriritus Domini replevit                                 | B♭-dur  | Alt & instrument                    | 1760/1762        | |
| 46      | XXIIIa:3             | K III/41                          | In omnem terram                                           | B♭-dur  | Sopran, alt & instrument            | 1760/1762        | |
| 72      | XXIIIa:4             | K III/21; KV Anh A14              | Ave Maria                                                 | B♭-dur  | Sopran, kör & orkester              | Senast 1765      | |
| 95      | XXIIIa:*4            |                                   | Eia laeti exsultemus                                      | A-dur   | Sopran, alt, kör & orkester         | 1765/1768        | |
| 96      | XXIIIa:?2            | HV XXIIIa:G2                      | Veni sancte Spiritus                                      | G-dur   | Sopran & orkester                   | 1765/1768        | Äktheten ifrågasatt                                                                                    |
| 115     | XXIIIa:9             |                                   | Inveni David                                              | C-dur   | Soli, kör & orkester                | 1769ca           | Bearbetning av In Te Domine från MH 114                                                                |
| 116     | XXIIIa:10            |                                   | Et bracchium meum                                         | A-dur   | Soli, kör & orkeste                 | 1769ca           | Bearbetning av Nunc dimittis från MH 114                                                               |
| 121     | XXIIIa:*5            |                                   | Ecce virgo suavis                                         | C-dur   | Sopran & orkester                   | 1768/1770        | Ej bevarat                                                                                             |
| 122     | XXIIIa:*7            |                                   | Nos conservat, nos gubernat                               | D-dur   | Soli, kör & orkester                | 1768/1770        | |
| 124     | XXIIIa:*8            |                                   | Tubae resonate                                            | C-dur   | Sopran, kör & orkester              | 1768/1770        | |
| 139     | XXIIIa:12            |                                   | Tota pulchra es                                           | D-dur   | 2 sopraner & orkester               | Efter 1770-03-11 | Bearbetning av MH 138                                                                                  |
| 142     | XXIIIa:13; XXIVd:1   | K III/44                          | Cantate Domino                                            | e-moll  | Kör & orkester                      | 1770-08-31ca     | Bearbetning av Pietas Christiana                                                                       |
| 143     | XXIIIa:14; XXIVd:2   | K IIB/48                          | Sicut cervus / So wie der Hirsch                          | F-dur   | Soli, kör & orkester                | 1770-08-31ca     | Bearbetning av Pietas Christiana. Samma musik med både tysk och latinsk text                           |
| 146     | XXIIIa:15            |                                   | Anima nostra                                              | D-dur   | 3 sopraner,alt, gosskör & orkester  | 1771             | |
| 149     | XXIIIa:16            | K III/33                          | O Maria nostra spes                                       | Ess-dur | Soli, kör & orkester                | Efter 1771-08-01 | Bearbetning av MH 148                                                                                  |
| 159     | XXIIIa:?6            |                                   | O festiva dies                                            | C-dur   | Sopran, alt, gosskör & orkester     | 1770/1772        | Äktheten ifrågasatt                                                                                    |
| 165     | XXIIIa:*11           |                                   | O Maria virgo spes                                        | B♭-dur  | Sopran & orkester                   | 1770/1772        | |
| 166     | XXIVd:?2             |                                   | Steh auf!                                                 | G-dur   | 2 basar & orkester                  | 1770/1772        | Äktheten ifrågasatt                                                                                    |
| 168     | XXIVd:*1             |                                   | O glorreiche Himmelssonne                                 | C-dur   | Sopran & orkester                   | 1770/1772        | |
| 183     | XXIIIa:17            | K IIA/40; KV Anh. A13             | Tres sunt, qui testimonium dant                           | C-dur   | Soli, kör & orkester                | 1772-06-07       | |
| 195     | XXIVd:7:             |                                   | Mutter der Gnaden                                         | F-dur   | Sopran, alt & orkester              | 1774             | Bearbetning av MH 84 akt II nr 7: O Amaryllis ich lebe vergnügt. Bearbetning av en sats ur MH 141      |
| 203     | XXIVd:*2             |                                   | Leget alle Trauer nieder                                  | G-dur   | 2 sopraner & orkester               | 1773/1775        | |
| 216     | XXIIIa:*12; XXIVd:*3 |                                   | Gebt acht, ihr Hirten / Custode, gregis                   | G-dur   | Kör & orkester                      | 1775ca           | Samma musik med både tysk och latinsk text                                                             |
| 217     | XXIIIa:*13; XXIVd:*4 | HV XXIIIc:B3                      | Lauft, ihr Hirten allzugleich                             | B♭-dur  | Sopran, kör & orkester              | 1775ca           | |
| 221     | XXIIIa:19; XXIIIa:x8 | K III/2; (K V/19C); HV XXIIIa:Es5 | Alma Dei creatoris                                        | Ess-dur | Bas, kör & orkester                 | 1776ca           | |
| 222     | XXIIIa:20            | K III/32                          | Deus refugium nostrum                                     | C-dur   | Bas, kör & orkester                 | 1776ca           | |
| 223     | XXIIIa:*14           |                                   | Dignare me                                                | G-dur   | Sopran, alt, kör & orkester         | 1776             | Av Georg Scheicher enligt MGG                                                                          |
| 224     | XXIIIa:21            | K III/38; HV XXIIIa:G6            | Inveni David                                              | G-dur   | Bas, kör & orkester                 | 1776ca           | |
| 225     | XXIIIa:22            | K III/37                          | Justorum animae                                           | A-dur   | Bas, kör & orkester                 | 1776ca           | |
| 226     | XXIIIa:*15           |                                   | Quae est ista                                             | C-dur   | Sopran, kör & orkester              | 1776             | |
| 248     | XXIIIa:?8            | K III/15                          | Posuisti Domine                                           | F-dur   | Kör & orkester                      | Senast 1777      | Äktheten ifrågasatt                                                                                    |
| 256     | XXIIIa:24            |                                   | Timete Dominum                                            | G-dur   | Soli, kör & orkester                | 1777-10-29       | |
| 259     | XXIIIa:25            | K III/9                           | Quicunque manducaverit                                    | g-moll  | Soli, kör & orkester                | 1775/1778        | |
| 260     | XXIIIa:?9            | K III/31                          | Laudate Dominum                                           | C-dur   | Kör & orkester                      | 1775/1778        | Äktheten ifrågasatt                                                                                    |
| 261     | XXIIIa:?10           |                                   | Caelitum Joseph                                           | F-dur   | Bas, kör & orkester                 | 1775/1778        | Äktheten ifrågasatt                                                                                    |
| 266     | XXIVd:*5             |                                   | Erhebe, o Sünder                                          | F-dur   | 2 sopraner & orkester               | 1775/1778        | |
| 269     | XXIIIa:26            | K III/19                          | Canta Jerusalem                                           | A-dur   | Kör & orkester                      | Efter 1778-07-04 | |
| 275     | XXIIIa:27            | K III/34                          | Sub vestrum praesidium                                    | F-dur   | Kör & orkester                      | 1778-03-15       | |
| 281     | XXIIIa:28; XXIIIa:x6 | K III/18; K III/40                | Diffusa est gratia                                        | C-dur   | 2 sopraner & orkester               | 1778-11-16       | |
| 286     | XXIIIa:29            |                                   | Justorum animae                                           | B♭-dur  | Bas, kör & orkester                 | 1778/1780ca      | Bearbetning av MH 285                                                                                  |
| 290     | XXIIIa:30            | K III/39                          | Eja corda exsultate                                       | C-dur   | Sopran, alt, kör & orkester         | Efter 1780-07-19 | Bearbetning av MH 289                                                                                  |
| 291     | XXIIIa:31            | K III/8                           | O coeli luminaria                                         | F-dur   | Sopran, alt & orkester              | Efter 1780-07-19 | Bearbetning av MH 289                                                                                  |
| 292     | XXIIIa:32            | K III/35                          | Qui nunc laeti                                            | D-dur   | Sopran, alt & orkester              | Efter 1780-07-19 | Bearbetning av MH 289                                                                                  |
| 293     | XXIIIa:33            |                                   | Unitis cordibus                                           | C-dur   | Kör & orkester                      | Efter 1780-07-19 | Bearbetning av MH 289                                                                                  |
| 301     | XXIVd:12             |                                   | Dich grüßen wir                                           | E-dur   | Sopran, kör & orkester              | Efter 1781-04-17 | Bearbetning av MH 300                                                                                  |
| 324     | XXIIIa:35            | K III/6                           | In adoratione nostra                                      | G-dur   | Soli, kör & orkester                | 1780-ca          | Bearbetning av MH 323, första satsen                                                                   |
| 325     | XXIIIa:36            |                                   | Cantate Domino                                            | Ess-dur | Soli, kör & orkester                | Efter 1782-08-24 | Bearbetning av MH 323, fjärde satsen                                                                   |
| 332     | XXIIIa:*16           | K III/29                          | O Jehova, Deus mortalium                                  | C-dur   | Bas, kör & orkester                 | 1783?            | |
| 346     | XXIIIa:?11           | K IIB/34                          | Sub tuum praesidium                                       | C-dur   | Kör & orkester                      | 1782-1784ca      | Äktheten ifrågasatt                                                                                    |
| 452     | XXIIIa:104           | K III/13                          | Anima nostra                                              | G-dur   | 2 sopraner, alt, gosskör & orkester | 1787-11-12/13    | |
| 531     | XXIIIa:45            | K III/3; K III/26                 | Ad te, Domine                                             | G-dur   | Bas, kör & orkester                 | 1792-02-29       | |
| 542     | XXIVd:20             |                                   | Ewiges Wesen                                              | C-dur   | Sopran, alt & orkester              | 1793-02-28?      | Bearbetning av MH 107                                                                                  |
| 547     | XXIIIa:146           | K III/25; K III/28                | Exaltabo te, Domine                                       | C-dur   | Sopran, kör & orkester              | 1793-08-09       | |
| 557     | XXIIIa:149           | K III/27                          | Perfice gressus meos                                      | B♭-dur  | Sopran & orkester                   | 1794-08-27       | Omarbetad som MH 655                                                                                   |
| 640     | XXIIIa:155           |                                   | Es amator                                                 | B♭-dur  | Manskör & orkester                  | 1795/1797ca      | |
| 654     | XXIIIa:158           | K IIB/33                          | Sub tuum praesidium                                       | C-dur   | Kör & orkester                      | 1797-02-24       | |
| 655     | XXIIIa:159           | K III/33; (K III/27)              | Dominus firmamentum meum                                  | B♭-dur  | Kör & orkester                      | 1797-04-04       | Tillägg till MH 557                                                                                    |
| 688     | XXIIIa:?15           |                                   | Improperium expectavit                                    | G-dur   | Kör & orkester                      | 1798ca           | Äktheten ifrågasatt                                                                                    |
| 792     | XXIIIa:163           | K III/4; K III/24                 | Laudate populi                                            | D-dur   | Soli, kör & orkester                | 1800-12-07       | |
| 793     | XXIIIa:164           | K III/20                          | Debitam morti                                             | B♭-dur  | Soli, kör & orkester                | 1801-01-29       | |
| 799     | XXIIIa:166           | K III/23                          | Magnus Dominus                                            | d-moll  | Kör & orkester                      | 1801-08-11       | |
| 827     | XXIIIa:168           | K III/22                          | Domine Deus salutis                                       | G-dur   | Soli, kör & orkester                | 1803-08-23       | |
| Anh. 1  | XXIIIa:?16           |                                   | Laudate Dominum                                           | c-moll  |                                     | ?                | Ej bevarat. Äktheten ifrågasatt                                                                        |
| Anh. 2  | XXIIIa:x1            | K III/36                          | Sic pater rector morum                                    | G-dur   |                                     | ?                | Ej bevarat. Inget självständigt verk, utan en del av MH 426                                            |
| –       | XXIIIa:34            |                                   | ?                                                         |         |                                     | Efter 1780-07-19 | Verkkategori oklar                                                                                     |
| –       | XXIIIa:37            |                                   | Nec alacrior                                              |         |                                     |                  | Bearbetning av MH 324                                                                                  |
| –       | XXIIIa:38            |                                   | Clangite buccinis                                         |         | Sopran, alt & orkester              | Efter 1782-08-24 | Omarbetning av MH 323, sista satsen                                                                    |
| –       | XXIIIa:98            |                                   | Alleluia, dies amonena                                    |         |                                     | 1787ca           | Bearbetning av MH 681                                                                                  |
| –       | XXIIIa:99            |                                   | Ille est fidelis servus                                   |         |                                     | 1787ca           | Bearbetning av MH 681                                                                                  |
| –       | XXIIIa:100           |                                   | Iste confessor                                            |         |                                     | 1787ca           | Bearbetning av MH 681                                                                                  |
| –       | XXIIIa:101           |                                   | Ut cedrus Libani                                          |         |                                     | 1787ca           | Bearbetning av MH 681                                                                                  |
| –       | XXIIIa:102           |                                   | O Beatum                                                  |         |                                     | 1787ca           | Bearbetning av MH 681                                                                                  |
| (628:2) | XXIIIa:152           | K III/11                          | Dextera Domini                                            | G-dur   | Kör & orgel                         | 1796-03-07       | |
| –       | XXIIIa:?1            |                                   | Felix stirps est Jesse                                    |         |                                     |                  | Bearbetning från MH 73                                                                                 |
| –       | –                    | KV 198/Anh. 3.08                  | Sub tuum praesidium                                       | F-dur   | Sopran, tenor & orkester            |                  | Bearbetning av MH 195/MH 98. Äktheten av bearbetningen ifrågasatt, kan även ha gjorts av W. A. Mozart. |
| –       | XXIIIa:?18           | HV XVIIIa:C3                      | Venite gentes                                             | C-dur   |                                     |                  | Äktheten ifrågasatt                                                                                    |
| –       | XXIIIa:?19           | HV XXIIIa:C11                     | Fons vivos et origo                                       | C-dur   | Kör & orkester                      |                  | Äktheten ifrågasatt                                                                                    |
| –       | XXIIIa:?21           | HV XXIIIa:D1/D2                   | Mane nobiscum Domine / Huc omnes volate nobiscum exultate | D-dur   |                                     |                  | Äktheten ifrågasatt                                                                                    |
| –       | XXIIIa:?23           | HV XXIIIa:D4                      | Pastores loquebantur                                      | D-dur   |                                     | Senast 1769      | Äktheten ifrågasatt                                                                                    |
| –       | XXIIIa:?26           | HV XXIIIa:G7                      | Christum Regens                                           | G-dur   |                                     |                  | Äktheten ifrågasatt                                                                                    |
| –       | XXIIIa:?27           | HV XXIIIa:G8                      | Exultate justi in Domino                                  | G-dur   |                                     |                  | Äktheten ifrågasatt                                                                                    |

Ej autentiskt:
- Non me avertet MH 123; K III/30; HV XXIIIa:Es1, för sopran, kör & orkester.

### Motetter
| MH  | Bl             | Andra numreringar | Titel                       | Tonart | Besättning             | Tillkomsttid     | Anm                                                                 |
| --- | -------------- | ----------------- | --------------------------- | ------ | ---------------------- | ---------------- | ------------------------------------------------------------------- |
| 47  | XXIIIa:*2      |                   | Civitatem / Veni veni       | G-dur  | Sopran, kör & orkester | 1760/1762        | Ej bevarat                                                          |
| 48  | XXIIIa:*3      | HV XXIIIa:C6      | Vidi civitatem sanctam      | C-dur  | Sopran, kör & orkester | 1760/1762        |                                                                     |
| 101 | XXIIIa:?4      |                   | O salutaris hostia          | D-dur  | Kör & orgel            | 1765/1768        | Äktheten ifrågasatt                                                 |
| 160 | XXIIIa:*10     |                   | Surrexit pastor bonus       | C-dur  | Bas, kör & orkester    | 1770/1772        |                                                                     |
| 230 | XXIIIa:23      |                   | In te mi Deus confido       | C-dur  | Alt, kör & orkester    | 1776-09-24       |                                                                     |
| –   | XXIIIa:?17     | K III/5           | Deus meus                   | f-moll |                        | ?                | Ej bevarad. Äktheten ifrågasatt                                     |
| –   | –              |                   | Tu digna amore              |        |                        | Efter 1780-07-19 | Omarbetning av MH 289                                               |
| –   | XXIIIa:*6      |                   | Humiliavit semetipsum       | B♭-dur | Sopran & orkester      | 1754/1757ca      | Verkkategori oklar                                                  |
| –   | XXIIIa:143     |                   |                             |        |                        |                  | Bearbetning av MH 527. Verkkategori oklar                           |
| –   | XXIIIa:?20     | HV XXIIIa:C13     | Florete flores quasi lilium | C-dur  | Solo, kör & orkester   |                  | Äktheten ifrågasatt                                                 |
| –   | XXIIIa:?22     | HV XXIIIa:D3      | Benedicta et venerabilis    | D-dur  |                        |                  | Äktheten ifrågasatt                                                 |
| –   | XXIIIa:?25     | HV XXIIIa:F2      | Ad festum gaudiorum         | F-dur  |                        |                  | Äktheten ifrågasatt                                                 |
| –   | XXIIIa:?28     | HV XXIIIa:G9      | O coelitum beati            | G-dur  |                        |                  | Äktheten ifrågasatt                                                 |
| –   | XXIIIa:?29-?70 |                   |                             |        |                        |                  | Äktheten ifrågasatt för samtliga dessa verk, se Blazin för detaljer |

Ej autentiska (Blazin listar ytterligare 3 verk)
- Animae Deo gratae / Agite Properate, HV XXIIIa:2 (av Joseph Haydn)
- Inimici circumcederunt nos, HV XXIIIa:Es4

### Litanior
Alla med MH-nummer är för soli, kör & orkester utom MH 258 som har ackompanjemang av endast orgel
| MH  | Bl         | Andra numreringar    | Titel                             | Tonart | Tillkomsttid | Anm                                     |
| --- | ---------- | -------------------- | --------------------------------- | ------ | ------------ | --------------------------------------- |
| 66  | XXIIIc:3   | K IV/14; KV Anh. A11 | Litaniae de venerabili Sacramento | d-moll | 1764-04-08   |                                         |
| 71  | XXIIIc:4   | K IV/11              | Litaniae Lauretanae               | C-dur  | Senast 1757? |                                         |
| 74  | XXIIIc:5   | K IV/9               | Litaniae Lauretanae               | B♭-dur | 1765-12-06   | Omarbetad som MH 88                     |
| 88  | XXIIIc:7   | (K IV/9)             | Litaniae Lauretanae               | B♭-dur | Senast 1768  | Fragment, omarbetning av MH 74          |
| 89  | XXIIIc:?2  |                      | Litaniae Lauretanae               | G-dur  | 1765/1768    | Äktheten ifrågasatt                     |
| 110 | XXIIIc:10  | K IV/10              | Litaniae de venerabili Sacramento | B♭-dur | 1768-10-16   | Även benämnd Litaniae de SS nomine Jesu |
| 120 | XXIIIc:*2  | K IV/17B             | Litaniae de Beata Virgine Maria   | C-dur  | Före 1764?   |                                         |
| 156 | XXIIIc:?5  | K IV/17A             | Litaniae de Beata Virgine Maria   | C-dur  | 1770/1772    | Äktheten ifrågasatt                     |
| 157 | XXIIIc:*5  | K IV/16              | Litaniae de Beata Virgine Maria   | C-dur  | 1770/1772    |                                         |
| 212 | XXIIIc:16  |                      | Litaniae de Beata Virgine Maria   | C-dur  | 1775ca       | Även benämnd Litaniae Lauretanae        |
| 228 | XXIIIc:19  | K IV/13; KV Anh. A12 | Litaniae de Venerabili Sacramento | g-moll | 1776-03-26   |                                         |
| 258 | XXIIIc:*7  |                      | Litaniae de Beata Virgine Maria   | A-dur  | 1775/1778    |                                         |
| 282 | XXIIIc:26  |                      | Litaniae de Beata Virgine Maria   | F-dur  | 1779ca       |                                         |
| 330 | XXIIIc:34  | K IV/12              | Litaniae della madonna            | D-dur  | 1782-12-24   |                                         |
| 532 | XXIIIc:44  | K IV/15              | Litaniae de venerabili Sacramento | B♭-dur | 1792-03-25   |                                         |
| –   | XXIIIc:?18 | HV XXIIIc:C16        | Litaniae                          | C-dur  |              | Äktheten ifrågasatt                     |
| –   | XXIIIc:?19 | HV XXIIIc:C17        | Litaniae                          | C-dur  |              | Äktheten ifrågasatt                     |
| –   | XXIIIc:?20 | HV XXIIIc:C18        | Litaniae                          | C-dur  |              | Äktheten ifrågasatt                     |
| –   | XXIIIc:?25 | HV XXIIIc:D6         | Litaniae                          | D-dur  |              | Äktheten ifrågasatt                     |
| –   | XXIIIc:?26 | HV XXIIIc:D7         | Litaniae                          | D-dur  |              | Äktheten ifrågasatt                     |
| –   | XXIIIc:?28 | HV XXIIIc:F3         | Litaniae                          | F-dur  |              | Äktheten ifrågasatt                     |
| –   | XXIIIc:?29 | HV XXIIIc:F4         | Litaniae                          | F-dur  |              | Äktheten ifrågasatt                     |
| –   | XXIIIc:?37 |                      | Litabiae                          | G-dur  |              | Ej bevarat, äktheten ifrågasatt         |

Ej autentiskt verk: 
- Litaniae de B. M. V. HV XVIIIc:C2, av Joseph Haydn.

### Antifoner och responsorier
| MH  | Bl                   | Andra numreringar         | Titel                                                                 | Tonart  | Besättning                     | Tillkomsttid     | Anm                                                                             |
| --- | -------------------- | ------------------------- | --------------------------------------------------------------------- | ------- | ------------------------------ | ---------------- | ------------------------------------------------------------------------------- |
| 14  | XXIIIb:?1            |                           | Ave Regina coeli                                                      | A-dur   | Sopran & instrument            | Senast 1759      | Antifon. Äktheten ifrågasatt                                                    |
| 19  | XXIIIb:?2            |                           | Salve Regina                                                          | C-dur   | Soli, kör & orkester           | 1758/1760ca      | Antifon. Äktheten ifrågasatt                                                    |
| 20  | XXIIIb:?3            |                           | Salve Regina                                                          | B♭-dur  | Alt & instrument               | 1758/1760ca      | Antifon. Äktheten ifrågasatt                                                    |
| 21  | XXIIIb.?4            |                           | Salve Regina                                                          | B♭-dur  | Alt & instrument               | 1758/1760ca      | Antifon. Äktheten ifrågasatt                                                    |
| 22  | XXIIIb:1             |                           | Regina coeli                                                          | C-dur   | Soli, kör & orkester           | 1758/1760ca      | Antifon                                                                         |
| 29  | XXIIIb:2             | K V/13(2)A                | Salve Regina                                                          | C-dur   | Kör & orkester                 | 1760-08-11       | Antifon                                                                         |
| 30  | XXIIIb:3             | K V/13(2)B                | Salve Regina                                                          | D-dur   | Sopran, kör & orkester         | 1760-08-12       | Antifon                                                                         |
| 31  | XXIIIb:4             | K V/13(2)C                | Salve Regina                                                          | B♭-dur  | Alt, kör & orkester            | 1760-08-13       | Antifon                                                                         |
| 32  | XXIIIb:5             | K V/13(2)D                | Salve Regina                                                          | G-dur   | Kör & orkester                 | 1760-08-16       | Antifon                                                                         |
| 33  | XXIIIb:6             | K V/13(2)E                | Salve Regina                                                          | D-dur   | Bas, kör & orkester            | 1760-09-11       | Antifon                                                                         |
| 34  | XXIIIb:7             | K V/13(2)F; (K V/15(1)B)  | Salve Regina                                                          | G-dur   | Kör & orkester                 | 1760-09-13       | Antifon                                                                         |
| 80  | XXIIIb:8             | K V/15(1)A                | Regina coeli                                                          | C-dur   | Soli, kör & orkester           | 1766-05-15       | Antifon                                                                         |
| 90  | XXIIIb:*1            |                           | Salve Regina                                                          | B♭-dur  | Bas, kör & orkester            | Senast 1764      | Antifon                                                                         |
| 91  | XXIIIb:?5            |                           | Salve Regina /fragment/                                               | C-dur   | Sopran, kör & orkester         | 1765/1768        | Antifon. Äktheten ifrågasatt                                                    |
| 92  | XXIIIb:?6            |                           | Alma redemptoris Mater /fragment/                                     | D-dur   |                                | 1765/1768        | Antifon. Äktheten ifrågasatt                                                    |
| 93  | XXIIIb:*2            | K V/15(1)D; HV XXIIIb:Es1 | Regina coeli                                                          | Ess-dur | Sopran, bas,, orchestra        | Senast 1764      | Antifon                                                                         |
| 94  | XXIIIb:?7            |                           | Regina coeli                                                          | E-dur   | Sopran, kör & orkester         | 1765/1768        | Antifon. Äktheten ifrågasatt                                                    |
| 103 | XXIIIb:?8            |                           | Alma redemptoris Mater                                                | A-dur   | Sopran, kör & orkester         | 1765/1768        | Antifon. Äktheten ifrågasatt                                                    |
| 127 | XXIIIb:?9:           |                           | Ave Regina coeli                                                      | Ess-dur | Bas & orkester                 | 1768/1770        | Antifon. Äktheten ifrågasatt                                                    |
| 128 | XXIIIb:*3            |                           | Regina coeli                                                          | D-dur   | Sopran, kör & orkester         | 1764ca           | Antifon. Äktheten ifrågasatt, Av Joseph Krottendorfer?                          |
| 129 | XXIIIb:?10           | K V/13(1)C                | Salve Regina                                                          | G-dur   | Kör & orkester                 | 1768/1770        | Antifon. Äktheten ifrågasatt                                                    |
| 140 | XXIIIb:9             | K V/14A                   | Ave Regina coelorum                                                   | C-dur   | Kör                            | 1770-03-23       | Antifon                                                                         |
| 163 | XXIIIb:?11           |                           | Alma redemptoris Mater                                                | F-dur   | Sopran, kör & orkester         | 1770/1772        | Antifon. Äktheten ifrågasatt                                                    |
| 164 | XXIIIb:?12           |                           | Alma redemptoris Mater                                                | D-dur   | Kör & orkester                 | Senast 1772      | Antifon. Äktheten ifrågasatt                                                    |
| 170 | XXIIIb:?13; XXIVd:?3 |                           | Sei fröhlich, mein Isaak                                              | Ess-dur | Tenor, bas, kör & orkester     | Senast 1772      | Antifon. Äktheten ifrågasatt                                                    |
| 191 | XXIIIb:10            | HV XXIIIa:B1              | Regina coeli                                                          | B♭-dur  | 2 sopraner, kör & orkester     | Senast 1774      | Antifon                                                                         |
| 201 | XXIIIc:*6            | K V/10                    | Antiphonae ad stationes pro tribus diebus rogationum (Crucem sanctam) |         | Kör & orgel                    | 1773/1775ca      |                                                                                 |
| 213 | XXIIIc:17            | K V/11; HV XXIIIa:C4      | Responsoria in solemnitate sanctissimae corporis Christi              |         | Kör & orgel                    | 1764?            |                                                                                 |
| 227 | XXIIIb:?14           | KV Anh. A 12              | Ave Regina coeli                                                      | C-dur   | Soli, kör & orkester           | Före 1776-12-01  | Antifon. Äktheten ifrågasatt                                                    |
| 231 | XXIIIb:?15           |                           | Salve Regina                                                          | B♭-dur  | Kör & orkester                 | 1777ca           | Antifon. Äktheten ifrågasatt                                                    |
| 263 | XXIIIb:?16           |                           | Regina coeli                                                          | C-dur   | Sopran, kör & orkester         | 1775/1778        | Antifon. Äktheten ifrågasatt                                                    |
| 264 | XXIIIb:?:17          |                           | Regina coeli                                                          | B♭-dur  | 2 sopraner, gosskör & orkester | 1775/1778        | Antifon. Äktheten ifrågasatt                                                    |
| 270 | XXIIIb:11            | K V/19B                   | Alma redemptoris Mater                                                | Ess-dur | Bas & orkester                 | 1778             | Antifon                                                                         |
| 276 | XXIIIc:22            | K V/9A                    | Responsoria ad matutinum in coena Domini                              |         | Kör & orgel ad libitum         | 1778-04-04       |                                                                                 |
| 277 | XXIIIc:23            | K V/9B                    | Responsoria in parasceve                                              |         | Kör & orgel ad libitum         | 1778-04-04       |                                                                                 |
| 278 | XXIIIc:24            | K V/9C                    | Responsoria in Sabbato Sancto                                         |         | Kör & orgel ad libitum         | 1778-04-04       |                                                                                 |
| 283 | XXIIIb:*4            | K V/13(1)A                | Salve Regina                                                          | B♭-dur  | Bas & orkester                 | 1779             | Antifon                                                                         |
| 327 | XXIIIc:32            | K V/9F                    | Surgite sancti                                                        | Ess-dur | Kör                            | 1782-08-27       | Antifon                                                                         |
| 328 | XXIIIc:33            | K V/25A                   | Sancti Dei omnes                                                      | d-moll  | Kör                            | 1782-08-27       | Antifon                                                                         |
| 347 | XXIIIb:?18           |                           | Salve Regina                                                          | F-dur   | Soli, kör & orkester           | 1782/1784ca      | Antifon. Äktheten ifrågasatt                                                    |
| 457 | XXIIIb:?19           |                           | Ave Regina coeli                                                      | F-dur   | Kör & orkester                 | 1786/1788ca      | Antifon. Äktheten ifrågasatt                                                    |
| 533 | XXXI:3               | K IV/8                    | Antiphonarium romanum                                                 |         | Kör & generalbas               | 1792-05-27       | Inget originalverk. Omarbetad som MH 534 & 535                                  |
| 534 | XXIIIb:x1            | K V/13(1)E                | Salve Regina                                                          | D-dur   | Kör & generalbas               | Efter 1792-05-27 | Antifon. Inget självständigt verk, bearbetning av MH 533. Finns i två versioner |
| 634 | XXIIIb:12            | K V/13(1)D                | Salve Regina                                                          | A-dur   | Kör & orkester                 | 1796-08-01       | Antifon                                                                         |
| 637 | XXIIIb:13            | K V/19A                   | Alma redemptoris Mater                                                | D-dur   | Kör & orkester                 | 1796-11-16       | Antifon                                                                         |
| 639 | XXIIIc:49            | K V/9E                    | Responsoria ad Matutinum in nativitate Domini                         |         | Kör & orkester                 | 1796-12-09       |                                                                                 |
| 650 | XXIIIb:14            | K V/14B                   | Ave Regina coeli                                                      | G-dur   | Kör & orkester                 | 1797-01-21       | Antifon                                                                         |
| 669 | XXIIIc:50            | K V/9D                    | Responsoria in festo resurrectione Domini (Angelus Domini)            |         | Kör & orkester                 | 1795/1798ca      |                                                                                 |
| –   | XXIIIb:x2            | K V:15b; HV XXIIIb.C4     | Regina coeli                                                          | C-dur   |                                |                  | Inget självständigt verk                                                        |
| –   | XXIIIb:?20           | K V/13B                   | Salve regina                                                          |         |                                |                  | Antifon. Äktheten ifrågasatt                                                    |
| –   | XXIIIb:?21           | HV XXIIIb:C3              | Regina coeli                                                          | C-dur   |                                |                  | Antifon. Äktheten ifrågasatt                                                    |
| –   | XXIIIb:?22           | HV XXIIIb:C5              | Salve regina                                                          | C-dur   |                                | Senast 1786      | Antifon. Äktheten ifrågasatt                                                    |
| –   | XXIIIb:?23           | HV XXIIIb:C6              | Salve regina                                                          | C-dur   |                                |                  | Antifon. Äktheten ifrågasatt                                                    |
| –   | XXIIIb:?24           | HV XXIIIb:D1              | Salve regina                                                          | D-dur   |                                |                  | Antifon. Äktheten ifrågasatt                                                    |
| –   | XXIIIb:?25           | HV XXIIIb:D2              | Regina coeli                                                          | D-dur   |                                |                  | Antifon. Äktheten ifrågasatt                                                    |
| –   | XXIIIb:?26           | HV XXIIIb:D4              | Salve regina                                                          | D-dur   |                                | Senast 1803      | Antifon. Äktheten ifrågasatt                                                    |
| –   | XXIIIb:?27           | HV XXIIIb:D5              | Salve regina                                                          | D-dur   |                                |                  | Antifon. Äktheten ifrågasatt                                                    |
| –   | XXIIIb:?28           | HV XXIIIb:D6              | Regina coeli                                                          | D-dur   |                                |                  | Antifon. Äktheten ifrågasatt                                                    |
| –   | XXIIIb:?29           | HV XXIIIb:Es5             | Salve regina                                                          | Ess-dur |                                |                  | Antifon. Äktheten ifrågasatt                                                    |
| –   | XXIIIb:?30           | HV XXIIIb:F2              | Ave regina                                                            | F-dur   | Bas, orkester                  |                  | Antifon. Äktheten ifrågasatt                                                    |
| –   | XXIIIb:?31           | HV XXIIIb:B2              | Regina coeli                                                          | B♭-dur  |                                | Senast 1793      | Antifon. Äktheten ifrågasatt                                                    |
| –   | XXIIIb:?32           | HV XXIIIb:B3              | Salve regina                                                          | B♭-dur  |                                |                  | Antifon. Äktheten ifrågasatt                                                    |

Ej autentiskt: Ave Regina HV XXIIIb:3, av Joseph Haydn.

### Vesperpsalmer
| MH  | Bl         | Andra numreringar  | Titel                                                                                            | Tonart       | Besättning                           | Tillkomsttid | Anm                                             |
| --- | ---------- | ------------------ | ------------------------------------------------------------------------------------------------ | ------------ | ------------------------------------ | ------------ | ----------------------------------------------- |
| 58  | XXIIIc:?1  | K IV/4             | Vesperae de Dominica                                                                             | A-dur        | Sopran, kör & orkester               | 1762-04-03?  | Omarbetad för MH 114. Äktheten ifrågasatt       |
| 102 | XXIIIc:?3  |                    | Laudate pueri                                                                                    | a-moll       | Kör & orgel                          | 1765/1768    | Äktheten ifrågasatt                             |
| 214 | XXIIIc:7   |                    | Vesperae de confessore                                                                           | C-dur        | Kör & orkester                       | Senast 1775  | Av Anton Laube enligt MGG                       |
| 294 | XXIIIc:27  | K IV/1A-B          | Vesperae                                                                                         | F-dur        | 2 sopraner, alt, gosskör & orkester  | 1780-12-22   | Endast Dixit & Magnificat                       |
| 304 | XXIIIc:28  | K IV/1             | Psalmi                                                                                           |              | Gosskör & orkester                   | 1781-11-20   | Består av Confitebor, Beatus vir & De profundis |
| 321 | XXIIIc:31  | K IV/6A            | Vesperae de Dominica                                                                             | C-dur        | Soli, kör & orkester                 | 1782-07-22   |                                                 |
| 517 | XXIVd:17   | K VI/23D; K VI/23B | Deutsches Dixit et Magnificat (Deinem Heiland, deinem Lehrer)                                    | A-dur /F-dur | 2 sopraner, gosskör, instrument      | 1790-08-24   |                                                 |
| 548 | XXIIIc:45  | K IV/5             | Vesperae pro festo Sanctissimae Innocentium                                                      | F-dur        | 2 sopraner, alt, gosskör, orkester   | 1793-12-08   |                                                 |
| 574 | XXIVd:23   | K VI/7A-D          | (J B Depisches) vier deutsche Choralvespern / Vier deutsche Choralvespern (Kommt, ihr Christen!) |              | Gosskör, 2 trumpeter/valthorn, orgel | 1795         |                                                 |
| 674 | XXIVd:*9   | K VI/8B; K VI/32   | Deutsche Fastenvesper (Christenherzen, kommt, betrachtet)                                        | G-dur        | Gosskör & orgel                      | 1795/1798ca  |                                                 |
| 809 | XXIIIc:54  | K IV/3             | Dixit Dominus                                                                                    | D-dur        | Soli, kör & orkester                 | 1802-01-27   |                                                 |
| –   | XXIIIc:?17 | HV XXIIIc:C14      | Dixit Dominus                                                                                    | C-dur        |                                      |              | Äktheten ifrågasatt                             |
| –   | XXIIIc:?31 | HV XXIIIc:B1       | Dixit Dominus                                                                                    | B♭-dur       |                                      | Senast 1786  | Äktheten ifrågasatt                             |

- Ej autentiskt: Vesperae de confessore K IV/7C B♭-dur

### Hymner, cantica m. m.
| MH      | Bl                  | Andra numreringar                 | Titel                                                             | Tonart  | Besättning                           | Tillkomsttid     | Anm |
| ------- | ------------------- | --------------------------------- | ----------------------------------------------------------------- | ------- | ------------------------------------ | ---------------- | --- |
| 28      | XXIIIc:1            | K V/1                             | Te Deum                                                           | C-dur   | Kör & orkester                       | 1760-04-01       | |
| 39      | XXIIIc:2            |                                   | Veni Sancte Spiritus                                              | C-dur   | Soli, kör & orkester                 | 1761-03-22       | |
| 40      | XXIIIa:2            | K V/16; (K V/15(2)); HV XXIIIa:A5 | Iste confessor                                                    | A-dur   | Kör & orkester                       | 1761-06-26       | |
| 49      | XXIIIc:*1           | HV XXIIIc:G4                      | Ave maris Stella                                                  | G-dur   | Kör & orkester                       | 1760/1762        | |
| 75      | XXIIIa:5            |                                   | Urbs Jerusalem beata dicta                                        | G-dur   | Kör & orkester                       | 1766             | |
| 77      | XXIIIc:6            |                                   | Dedit mihi                                                        | B♭-dur  | Kör & orgel                          | 1766-05?         | |
| 78      | XXIIIa:6            |                                   | Invictus heros                                                    | a-moll  | Kör & orgel                          | 1766-05?         | |
| 79      | XXIIIa:7            |                                   | Jam faces lictor                                                  | F-dur   | Kör & orgel                          | 1766-05          | |
| 98      | XXIIIc:8            |                                   | Asperges me                                                       | B♭-dur  | Kör & orgel                          | 1765/1768        | |
| 99      | XXIIIc:9            |                                   | Vidi acquam                                                       | C-dur   | Kör & orgel                          | 1765/1768        | |
| 100     | XXIIIa:8            |                                   | Jesu corona virginum                                              | a-moll  | Kör & orkester                       | 1765/1768        | |
| 113     | XXIIIc:?4           |                                   | Tenebrae factae sunt                                              | Ass-dur | Kör & orgel                          | 1769ca           | Äktheten irågasatt |
| 114     | XXIIIc:11           | K IV/7B                           | Completorium                                                      | A-dur   | Soli, kör & orkester                 | Senast 1769      | Bearbetning av MH 58 |
| 125     | XXIIIc:*3           |                                   | Tenebrae factae sunt                                              | e?-moll | Kör & orgel                          | 1768/1770        | |
| 126     | XXIIIa:11           |                                   | Vexilla regis                                                     | g-moll  | Kör                                  | 1768/1770        | |
| 130     | XXIIIc:*4           | K V/12D                           | Tantum ergo                                                       | d-moll  | Kör & orgel                          | 1768/1770        | |
| 145     | XXIIIc:13           | K V/2                             | Te Deum                                                           | C-dur   | Soli, kör & orkester                 | 1770-12-09       | |
| 158     | XXIIIa:*9           |                                   | Deus tuorum militum                                               | C-dur   | Sopran & orkester                    | 1770/1772        | Fragment |
| 161     | XXIIIc:?6           |                                   | Veni Sancte Spiritus                                              | G-dur   | Soli, kör & orgel                    | 1770/1772        | Äktheten irågasatt. Det bevarade partituret är skrivet av Leopold Mozart, men det är oklart om han kopierat någon annan tonsättares verk. |
| 162     | XXIIIc:14           | K V/8C; KV Anh. A80               | Tenebrae factae sunt                                              | Ess-dur | Kör & orgel                          | 1770/1772        | Omarbetat som MH 610 & MH 628 |
| 200     | XXIIIc:15           | K IV/2A                           | Psalmus 131 (Memento Domine David)                                | G-dur   | 2 sopraner & orkester                | 1774-12-18       | |
| 215     | XXIIIc:18; XXIVd:9  | K IIA/42; KV Anh. A 15?           | Lauda Sion                                                        | G-dur   | Kör & orkester                       | 1775?            | |
| 249     | XXIIIc:20           |                                   | Tantum ergo                                                       | C-dur   | Sopran, alt, kör & orkester          | Senast 1777      | |
| 253     | XXIIIc:21           | K IIB/17A                         | Laeta quies magni Ducis                                           | F-dur   | Kör & orkester                       | 1777-03-11       | |
| 265     | XXIIIc:?8           |                                   | Tantum ergo                                                       | C-dur   | Sopran, kör & orkester               | 1775/1778        | Äktheten irågasatt |
| 280     | XXIIIc:25           | K IIB/16                          | De profundis tenebrarum                                           | F-dur   | Sopran, alt, kör & orkester          | 1778-08-26       | |
| 305     | XXIIIc:29           | K V/8A                            | Tenebrae factae sunt                                              | B♭-dur  | 2 sopraner, alt, kör & orgel         | 1781-11-24       | |
| 306     | XXIIIc:30           | K V/18A                           | Stella coeli                                                      | F-dur   | 2 sopraner, alt, kör & orgel         | 1781-11-27       | |
| 307     | XXIIIa:39           | K IV/2B                           | Salvete flores                                                    | D-dur   | 2 sopraner, alt, kör & orgel         | 1781-11-29       | |
| 326     | XXIIIa:40           | K IIA/39B                         | Veni creator Spiritus                                             | C-dur   | Kör & orkester                       | 1782-08-26       | |
| 329     | XXIIIa:41           | K V/25B                           | Jesu, redemptor ominum / Rex gloriose martyrum                    | C-dur   | Kör                                  | 1782-08-27?      | |
| 331     | XXIIIc:35           | K I/30                            | Ex ore infantium                                                  | C-dur   | 2 sopraner, alt, kör & orgel         | 1782-12-26       | |
| 366     | XXIIIc:36           | K IIA/39A; HV XXIIIa:Es3          | Veni Sancte Spiritus                                              | Ess-dur | Kör & orkester                       | 1784-05-13       | |
| 394     | XXIIIc:37           | K V/18                            | Stella coeli exstirpavit                                          | F-dur   | Kör & orgel                          | 1783/1784ca      | |
| 395     | XXIIIc:*8           | K V/12C                           | Pangue lingua gloriosi                                            | C-dur   | Kör & orkester                       | 1783/1785ca      | |
| 396     | XXIIIc:?9           |                                   | Tantum ergo                                                       | C-dur   | Kör & orkester                       | 1783/1785ca      | Äktheten irågasatt |
| 400     | XXIIIc:38           | K IIB/17B                         | Laeta quies                                                       | B♭-dur  | Kör & orkester                       | 1785-03-30       | |
| 404     | XXIIIc:39           | K V/12E                           | Tantum ergo                                                       | C-dur   | Kör, pukor & orgel                   | 1785-08-10       | |
| 415     | XXIIIc:40           | K V/6                             | Te Deum                                                           | C-dur   | Soli, kör & orkester                 | 1786-01-30       | |
| 426     | XXIIIc:41           | K IIB/18                          | Miraculorum patrator                                              | G-dur   | Kör & orkester                       | 1786-12-18       | |
| 431     | XXIIb:1             |                                   | Libera me                                                         | d-moll  | 2 tenorer. bas, kör & orgel          | 1787ca           | |
| 437     | XXIIIc:42           | K IIB/4; K IIB/15                 | Emicat meridies                                                   | F-dur   | Kör & orkester                       | 1787-01-04?      | Troligen en omarbetning av ett förlorat verk från ca. 1784                                                                                |
| 454     | XXIIIc:43           | K IV/1C                           | Deus in adjutorium                                                | B♭-dur  | 2 sopraner, alt, kör & orgel         | 1787-11-29       | |
| 458     | XXIIb:?2            |                                   | Libera me                                                         | B♭-dur  | Kör & orgel                          | 1786/1788ca      | Av Michael Nagnzaun enligt MGG |
| 459     | XXIIb.?1            |                                   | Libera me                                                         | E-dur   | Kör & orgel                          | 1786/1788ca      | Äktheten ifrågasatt |
| 460     | XXIIIc:*9           | K V/12I                           | Tantum ergo                                                       | C-dur   | Kör & orkester                       | 1786/1788ca      | |
| 535     | XXIIIc:x1           |                                   | Tantum ergo                                                       | G-dur   | Kör & generalbas                     | Efter 1792-05-27 | Inget självständigt verk, bearbetning av MH 533                                                                                           |
| 572     | XXIIIc:*10          | K V/7A                            | Asperges me (Domine hysopo)                                       | F-dur   | Kör & orgel                          | Senast 1795      | |
| 573     | XXIIIc:*11          | K V/7B                            | Asperges me (Domine hysopo)                                       | F-dur   | Kör & orgel                          | Senast 1795      | |
| 592     | XXIVd:26            | K VI/18                           | Deutsches Miserere (Im Staub vor deinem Angesichte)               | F-dur   | 2 sopraner, gosskör, kör & orgel     | 1795-03-25       | Omarbetat som MH 811 |
| 595     | XXIIIa:150          | K V/17                            | Jam sol recedit igneus                                            | F-dur   | Kör & orgel                          | 1795-05-29       | |
| 610     | XXIVd:27            | (K V/8C)                          | Deutsches Tenebrae (Finsternis deckte die Welt)                   | Ess-dur | Kör & orgel                          | 1795-11-11       | Omarbetning av MH 162. Omarbetat som MH 628                                                                                               |
| (628:1) | XXIIIc:46           | (K IIA/28)                        | Introitus: Nos autem                                              |         | Kör & orgel                          | 1796             | |
| 638     | XXIIIa:154          | K V/22B                           | Gaude virgo                                                       | D-dur   | Kör & orkester                       | 1796-11-24       | |
| 672     | XXIVd:*8            |                                   | Deutsches Te Deum (Herr! großer Gott, dich loben wir)             | C-dur   | Sopran, alt, bas, kör & orkester     | 1795/1798ca      | |
| 673     | XXIVd:31            | K VI/23                           | Deutsches Magnificat                                              | F-dur   | 2 sopraner, gosskör, 2 horn, orgel   | 1795/1798ca      | Omarbetning av MH 323 |
| 675     | XXIVd:*10           |                                   | Deutsches Salve regina (Sei, Mutter der Barmherzigkeit!)          | B♭-dur  | 2 sopraner, 2 trumpeter, kör & orgel | 1795/1798ca      | |
| 676     | XXIVd:*11           |                                   | Deutsches Alma redemptoris mater (In Demut betend, Herr! vor Dir) | G-dur   | 2 sopraner, 2 trumpeter, kör & orgel | 1795/1798ca      | |
| 677     | XXIVd:*12           |                                   | Deutsches Ave maris stella (Stern auf diesem Lebensmeere)         | G-dur   | 2 sopraner, 2 horn & orgel           | 1795/1798ca      | |
| 678     | XXIVd:*13           |                                   | Deutscher Segen                                                   | D-dur   | Kör, 2 trumpeter, orgel              | 1795/1798ca      | |
| 679     | XXIVd:32; XXIVd:*14 |                                   | Deutscher Segen                                                   | G-dur   | Kör, 2 trumpeter, orgel              | 1795/1798ca      | Omarbetning av MH 602 |
| 680     | XXIVd:?5:           |                                   | Deutscher Segen (Wir bringen dir zerknirschten Herzen)            | B♭-dur  | Kör & orgel                          | 1795/1798ca      | Segenlied. Omarbetning av MH 602?; Äktheten irågasatt.                                                                                    |
| 681     | XXIVd:15            | K VI/8A                           | Lobgesang de venerabili sacramento (Christen! singt)              | C-dur   | 2 sopraner, gosskör & orgel          | 1795/1798ca      | |
| 694     | XXIVd:33            | K VI/25; (K V/15(1)C)             | Deutsches Regina coeli (Glorreiche Himmelskönigin!)               | F-dur   | 2 sopraner, gosskör, 2 horn & orgel  | 1798-03-30       | |
| 772     | XXIIIc:51           | K V/12A; K V/12F                  | Tantum ergo                                                       | C-dur   | Kör & orkester                       | 1799-03-20       | |
| 773     | XXIIIc:52           | K V/12B; K V/12G                  | Tantum ergo                                                       | G-dur   | Kör & orkester                       | 1799-03-25       | |
| 800     | XXIIIc:53           | K V/4                             | Te Deum                                                           | D-dur   | Soli, kör & orkester                 | 1801-08-21       | Non confundar är en omarbetning av MH 796                                                                                                 |
| 811     | XXIVd:26a           | (K VI/18)                         | Deutsches Miserere (Im Staub vor deinem Angesichte)               | F-dur   | 2 sopraner, gosskör & orkester       | 1802-04-12       | Omarbetning av MH 592 |
| 815     | XXIIIc:55           | K IV/7A                           | Completorium (Cum invocarem)                                      | C-dur   | Kör & orkester                       | 1802-07-23       | |
| 824     | XXIIIc:56           | K V/8B                            | Tenebrae factae sunt                                              | d-moll? | Kör & orgel                          | 1803-06-25       | |
| 829     | XXIIIc:57           | K V/5                             | Te Deum                                                           | D-dur   | Kör & orkester                       | 1803-09-20       | |
| 830     | XXIIIc:*12          | K V/18B                           | Stella coeli                                                      | F-dur   | Kör & orgel                          | 1803-09-28?      | |
| 836     | XXIVd:35            | K VI/19                           | Deutsches Te Deum (Herr! großer Gott! Dich loben wir)             | C-dur   | Kör, 2 trumpeter, orgel              | 1805-06-05       | |
| Anh. 3  | XXIVd:?3            | K VI/23C                          | Deutsches Magnificat (Gott den Herrn erhebt)                      | F-dur   | 2 sopraner 2 horn, orgel             | ?                | Ej bevarat. Äktheten ifrågasatt. |
| –       | –                   |                                   | Deutsche Lauda Sion                                               |         | Kör & orkester                       |                  | Omarbetning av MH 215 |
| (628:3) | XXIIIb:47           | K III/12                          | Communio: Dominus Jesus                                           | B♭-dur  | Kör & orgel                          | 1796-03-10       | |
| (628:5) | XXIIIb:48           | K V/8(C)                          | Tenebrae factae sunt                                              | Ess-dur | Kör & orgel                          | 1796-03-10       | |
| –       | XXIIIc:?10          | HV XXIIIc:C13                     | Tantum ergo                                                       | C-dur   |                                      | Senast 1790      | Äktheten ifrågasatt |
| –       | XXIIIc:?11          | K V/24                            | Memento mei                                                       | Ass-dur |                                      |                  | Äktheten ifrågasatt |
| –       | XXIIIc:?12          | HV XXIIIc:C5                      | Tantum ergo                                                       | C-dur   |                                      |                  | Äktheten ifrågasatt |
| –       | XXIIIc:?13          | HV XXIIIc:C6                      | Tantum ergo                                                       | C-dur   |                                      |                  | Äktheten ifrågasatt |
| –       | XXIIIc:?14          | HV XXIIIc:C7                      | Tantum ergo                                                       | C-dur   |                                      |                  | Äktheten ifrågasatt |
| –       | XXIIIc:?15          | HV XXIIIc:C9                      | Tantum ergo                                                       | C-dur   |                                      |                  | Äktheten ifrågasatt |
| –       | XXIIIc:?16          | HV XXIIIc:C11                     | Tantum ergo                                                       | C-dur   |                                      |                  | Äktheten ifrågasatt |
| –       | XXIIIc:?21          | HV XXIIIc:C19                     | Pastorella de nocte                                               | C-dur   |                                      |                  | Äktheten ifrågasatt |
| –       | XXIIIc:?22          | HV XXIIIc:c1                      | Miserere                                                          | c-moll  |                                      | Senast 1784      | Äktheten ifrågasatt |
| –       | XXIIIc:?23          | HV XXIIIc:D1                      | Te Deum                                                           | D-dur   |                                      |                  | Äktheten ifrågasatt |
| –       | XXIIIc:?24          | HV XXIIIc:D4                      | Tantum ergo                                                       | D-dur   |                                      |                  | Äktheten ifrågasatt |
| –       | XXIIIc:?27          | HV XXIIIc:F2                      | O sanctissima                                                     | F-dur   | Manskör                              |                  | Äktheten ifrågasatt |
| –       | XXIIIc:?30          | HV XXIIIc:g1                      | Miserere                                                          | g-moll  |                                      |                  | Äktheten ifrågasatt |
| –       | XXIIIc:?32          | HV XXIIIc:B4                      | Pange lingua                                                      | B♭-dur  |                                      |                  | Äktheten ifrågasatt |
| –       | XXIIIc:?36          |                                   | Introitus pro adventus                                            | F-dur   |                                      |                  | Ej bevarat, äktheten ifrågasatt |
| –       | XXIIIc:?38          |                                   | ?                                                                 | C-dur   |                                      |                  | Ej bevarat, äktheten ifrågasatt |

Verk som inte anses autentiska (Blazin listar ytterligare 2 verk)
- Te Deum C-dur, K V/3, HV XXIIIc:1
- Salve regina A-dur, K V/13(1)B

### Oratorier
| MH  | Bl         | Andra numreringar | Titel                                                            | Librettist                   | Tillkomsttid      | Anm |
| --- | ---------- | ----------------- | ---------------------------------------------------------------- | ---------------------------- | ----------------- | --- |
| 85  | XXIX:2     |                   | Die Schuldigkeit des ersten Gebotes                              | Ignaz Anton Weiser           | Senast 1767-03-12 | Andligt sångspel. Michael Haydn komponerade endast andra delen. Del 1 skrevs av Mozart, tredje delen av Cajetan Adlgasser. Endast Mozarts bidrag finns bevarat. |
| 106 | XXI:1      | K VI/10; K VI/29  | Der Kampf der Buße und Bekehrung                                 | Johann Heinrich Drümel       | 1768-02-21        | Andligt sångspel. Michael Haydn komponerade endast andra delen. Del 1 skrevs av Adlgasser, tredje delen av David Westermayer                                    |
| 117 | XXI:2      |                   | Kaiser Konstantin I. Feldzug und Sieg                            | Johann Heinrich Drümel       | 1769-02-20        | Andligt sångspel. Michael Haydn komponerade endast del 3. Del 1 skrevs av Adlgasser,andra delen av J. G. Scheicher                                              |
| 138 | XXI:3      | K VI/11; K VI/12  | Der reumütige Petrus (Del två av Drei Beispiele wahrhafter Buße) | Florian Reichssiegel         | 1770-03-11        | Andligt sångspel. Michael Haydn komponerade endast andra delen. Del 1 skrevs av Adlgasser, tredje delen av Joseph Krinner. Se även MH 139                       |
| 147 | XXI:4      | K VI/13           | Der büßende Sünder (Del 2 av Die menschliche Wanderschaft)       | Johann Andreas Schachtner    | 1771-02-15        | Andligt sångspel. Michael Haydn komponerade endast andra delen. Del 1 skrevs av Adlgasser, tredje delen av Joseph Krinner.                                      |
| 202 | XXI:*1     | HV XXIIIa:Es8     | Oratorio de passione Domini nostri Jesu Christe                  |                              | 1773/1775         | |
| 271 | XXIX:6     |                   | Abels Tod                                                        | Friedrich Gottlieb Klopstock | Senast 1778-09-03 | Andligt sångspel. Tillkomponerad musik till ett verk av Johann Heinrich Rolle                                                                                   |
| 323 | XXIVa:7    | K V/20            | Canticum in tono peregrino (In emigratione nostra)               |                              | 1782-08-24        | Se även MH 324, 325, 673 |
| 625 | XXI:5      | K VI/14           | Die Ölberg-Andacht                                               |                              | 1796-02-01        | |
| –   | XXIIIa:?24 | HV XXIIIa:Es7     | Oratorium ad Sepulchrum Domini                                   |                              | Senast 1774       | Äktheten ifrågasatt |
| –   |            |                   | Titus, der standhafte Christ                                     | Florian Reichssiegel         | Senast 1774-08-31 | Andligt sångspel. Musiken ej bevarad eller identisk med MH 202                                                                                                  |

### Kantater
| MH  | Bl       | Andra numreringar | Titel                                     | Besättning                             | Textbörjan                      | Textförfattare             | Tillkomsttid      | Anm                               |
| --- | -------- | ----------------- | ----------------------------------------- | -------------------------------------- | ------------------------------- | -------------------------- | ----------------- | --------------------------------- |
| 144 | XXIVa:3  | P 8               | Quid video superiale                      | Tenor, bas, kör & orkester             | Quid video superiale            |                            | 1770-11-14        | Applausus                         |
| 181 | XXIVa:4  | P 8               | Der gute Hirt                             | 3 sopraner, kör & orkester             |                                 | Johann Andreas Schachtner? | 1772-04-04        | Äktheten ifrågasatt               |
| 262 | XXIVa:?1 |                   | Cantata pro Festo Nativitatis             | Sopran, kör & orkester                 | Huc oculos mentum               |                            | 1775/1778         | Äktheten ifrågasatt               |
| 279 | XXIVa:5  | K V/21; K III/40  | An somnio? Anne vigilio?                  | Sopran, 2 tenorer, bas, kör & orkester | An somnio? Anne vigilio?        |                            | 1778-06-07        | Applicatio. Omarbetad som MH 607. |
| 289 | XXIVa:6  |                   | Amor subditorum                           | Soli, kör & orkester                   | Io corda exsultate              |                            | 1780-07-19        | Applausus. Se även MH 290-293     |
| 449 | XXIVd:15 | K VI/31           | Die Jubelfeier                            | Soli, kör & orkester                   | Hallelujah! Jauchzet, frolocket | Gregor Vonderthon          | 1787-09-30        | Applausus. Se även MH 450.        |
| 527 | XXIVd:18 | K VI/30           | Der fröhliche Wiederschein                | Bas, kör & orkester                    | Die öden Tage?                  | Gregor Vonderthon          | Senast 1791-06-10 | Applausus                         |
| 543 | XXIVd:21 |                   | Am Kirchenweihfest                        | Kör & orkester                         |                                 |                            | 1793-06-25        | Utan text                         |
| 668 | XXIVd:30 |                   | Patritius                                 | Sopran, bas, kör & orkester            | Auf, erwachet                   |                            | 1797-09-26        | Applausus                         |
| 831 | XXIVd:34 | K VI/15           | Der Christ auf Golgotha bei dem Tode Jesu | Soli, kör & orkester                   |                                 |                            | 1804-03-15        |                                   |
| –   | –        |                   | Reaedificatio templis                     | Soli, kör & orkester                   |                                 |                            | Senast 1778-07-04 | Omarbetad som MH 269, 279, & 607. |
| –   | –        | K VI/16           | An die H. Prelaten in Michaelsbeuern      |                                        | O welch herrlicher Tag          |                            | ?                 | Ej bevarad. Äktheten ifrågasatt   |

### Andliga sånger, arior och körverk
| MH  | Bl                  | Andra numreringar | Titel                                                                    | Tonart  | Besättning                      | Textbörjan                           | Textförfattare                | Tillkomsttid     | Anm                               |
| --- | ------------------- | ----------------- | ------------------------------------------------------------------------ | ------- | ------------------------------- | ------------------------------------ | ----------------------------- | ---------------- | --------------------------------- |
| 97  | XXIIIa:?3           | HV XXIIId:D2      | Cantate Domino                                                           | D-dur   | Bas & orkester                  | Cantate Domino                       |                               | 1765/1768        | Äktheten ifrågasatt               |
| 131 | XXIIIa:?5; XXIVd:?1 | HV XXIIId:B3      | Aria pro Adventu                                                         | B♭-dur  | Sopran & instrument             | Ah! Jesu recipe                      |                               | 1768/1770        | Äktheten ifrågasatt               |
| 167 | XXIVd:3             |                   | Erhebet euch ihr Augenlider                                              | D-dur   | 2 sopraner & orkester           | Erhebet euch ihr Augenlider          |                               | 1770/1772        |                                   |
| 169 | XXIVd:4             |                   | Große Frau, wir rufen Dich                                               | A-dur   | Sopran & orkester               | Große Frau, wir rufen Dich           |                               | 1770/1772        |                                   |
| 178 | XXVd:1              |                   | Rundgesang bei enier Mahlzeit                                            |         | Soli & kör                      | Dank dem Geber, dank!                |                               | 1770/1772        | Verkkategori oklar                |
| 180 | XXIVd:5             |                   | Kommt her, ihr Menschen                                                  | C-dur   | Sopran & orkester               | Kommt her, ihr Menschen              |                               | 1772-01-13       |                                   |
| 194 | XXIVd:6             | HV XXIIIc:F1      | Hymne an den Schöpfer der Natur                                          | F-dur   | Kör & orkester                  | Sehet den Reichtum                   |                               | 1774             |                                   |
| 196 | XXIVd:8; XXVa:1     |                   | Ein träger Berg                                                          | D-dur   | Sopran, alt & orkester          | Ein träger Berg                      |                               | 1774             |                                   |
| 295 | XXIVd:11            |                   | Beschluss-Arie                                                           | D-dur   | Alt, tenor bas, kör & orkester  | Bei Jubel und wünschenden Tönen      |                               | 1781ca           |                                   |
| 219 | XXIVd:10            |                   | Gerechter Herr und Gott                                                  | F-dur   | Bas & orkester                  | Gerechter Herr und Gott              |                               | 1776ca           |                                   |
| 267 | XXIVd:*6            | K V/20            | Auf! ihr Christen                                                        | F-dur   | Sopran, kör & orkester          | Auf! ihr Christen                    |                               | 1775/1778        |                                   |
| 303 | XXIVd:*3            |                   | Aria funebris                                                            | Ess-dur | 2 sopraner & orkester           | Lerne, schwache Menschheit           |                               | 1781-11-14ca     |                                   |
| 368 | XXIVd:13            | K VI/9            | Litanei-Gesang                                                           | C-dur   | Kör & instrument                | Erhebt euch, Christen                |                               | 1784-05-29       |                                   |
| 371 | XXIVd:14            |                   | Trauerode                                                                | Ess-dur | 2 sopraner & orkester           | Weint auch ihr in meinen Trauertönen |                               | 1784-06-17       |                                   |
| 427 | XXVa:4              | K VI/28A          | Weihnachtslied                                                           | F-dur   | 2 sopraner, kör & orgel         | Heiligste Nacht! Finsternis weichet  | Christoph Bernhard Verspoell  | 1786-12-20       | Se även MH 429                    |
| 428 | XXVa:5              | K VI/28B          | Weihnachtslied                                                           | D-dur   | 2 sopraner, kör & orgel         | Wie trostreich ist uns Adams Kindern | ?                             | 1786-12-20       | Se även MH 430                    |
| 429 | XXVa:4a             | (K VI/28A)        | Weihnachtslied                                                           | A-dur   | 2 sopraner, 2 horn & orgel      | Heiligste Nacht! Finsternis weichet  | Christoph Bernhard Verspoell  | efter 1786-12-20 | Bearbetning av MH 427             |
| 430 | XXVa:5a             | (K VI/28B)        | Weihnachtslied                                                           | F-dur   | 2 sopraner, 2 horn & orgel      | Wie trostreich ist uns Adamskindern  | ?                             | efter 1786-12-20 | Bearbetning av MH 428             |
| 450 | XXVIb:1             |                   | Feuer zu werden, kann Gott auf Erden                                     | D-dur   | Sopran & cembalo                | Feuer zu werden, kann Gott auf Erden | ?                             | efter 1787-09-30 | Bearbetning av MH 459             |
| 461 | XXXI:1              | K VI/28D          | Weihnachtslied                                                           | G-dur   | 2 sopraner, kör & orgel         | Heiligste Nacht!                     |                               | 1786/1788ca      | Folkvisearrangemang.              |
| 514 | XXIVd:?14           |                   | Litanei-Gesang                                                           | C-dur   | 2 sopraner, kör & instrument    | Ihr Christen, bettet an              | ?                             | 1790ca           | Äktheten ifrågasatt               |
| 537 | XXVIb:?1            |                   | Gott! vor dir die frommen beben                                          | C-dur   | 1 röst & klaver                 | Gott! vor dir die frommen beben      | ?                             | 1793             | Äktheten ifrågasatt               |
| 545 | XXXII:17            |                   | /utan text/                                                              | G-dur   | Sopran, alt & orkester          |                                      |                               | 1793-06-25ca     | Fragment                          |
| 555 | XXIVd:22            | K VI/21           | Mutter des Lebens                                                        | F-dur   | Sopran/tenor & orkester         | Mutter des Lebens                    | ?                             | 1794-07-25       |                                   |
| 567 | XXVa:6              |                   | Wenn ich, o Schöpfer, deine Macht                                        | G-dur   | 2 sopraner, 2 horn, orgel       | Wenn ich, o Schöpfer, deine Macht    | Christian Fürchtegott Gellert | 1795ca           |                                   |
| 575 | XXIVd:24            |                   | Aus Davids Psalmen und Biblischen Gesängen                               |         | Kör & orgel                     | Ganz vom Dankgefühl gerühret         | ?                             | 1795?            |                                   |
| 576 | XXIVd:25            |                   | Rundgesang von Gottes Güte anstatt das Magnificat                        | F-dur   | 2 sopraner, 2 horn, orgel       | Zu dir ruft, Herr, mein ganz Gemüte  | ?                             | 1795?            |                                   |
| 630 | XXVc:19             |                   | Danksempfindung                                                          | C-dur   | Kör & orgel                     | Erwacht zum neuen Güte               | ?                             | 1796-03-23       |                                   |
| 643 | XXIVd:29            | K VI/24D          | Segen (Segenlied)                                                        | D-dur   | Kör & orkester                  | Segne, Jesu! deine Heerde            | ?                             | 1797             |                                   |
| 682 | XXIVd:16            | K VI/26           | Wer nun den lieben Gott                                                  | C-dur   | 2 sopraner, 2 trumpeter, orgel  | Wer nun den lieben Gott              | Georg Neumark?                | 1795/1798ca      |                                   |
| 683 | XXIVd:17            |                   | Wie lieblich ist doch, Herr!                                             | F-dur   | 2 sopraner, orgel               | Wie lieblich ist doch, Herr!         | ?                             | 1795/1798ca      |                                   |
| 684 | XXIVd:18            |                   | Auf die Auferstehung                                                     | B♭-dur  | 2 sopraner, alt, 2 horn & orgel | Das Grab ist leer, der Held erwacht  | ?                             | 1795/1798ca      |                                   |
| 685 | XXIVd:19            |                   | Geistliches Lied                                                         | F-dur   | 2 sopraner, bas, instrument     | Komm, heiliger Geist                 |                               | 1795/1798ca      | ?                                 |
| 686 | XXIVd:20            |                   | Geistliches Lied                                                         | F-dur   | 2 sopraner, bas, instrument     | Stern auf diesem Lebensmeere         | ?                             | 1795/1798ca      |                                   |
| 687 | XXIVd:21            |                   | Geistliches Lied                                                         | D-dur   | 2 sopraner, bas, instrument     | Gekrönte Himmelskönigin!             | ?                             | 1795/1798ca      | ?                                 |
| –   | –                   |                   | Ei, wer hätt' ihn das Ding gedenkt                                       | G-dur   | Sopran & orkester               | Ei, wer hätt' ihn das Ding gedenkt   | ?                             |                  |                                   |
| –   | XXIIIc:?33          | HV XXIIId:C1      | Quisquis gaudet Deo suo                                                  | C-dur   |                                 | Quisquis gaudet Deo suo              |                               |                  | Äktheten ifrågasatt               |
| –   | XXIIIc:?34          | HV XXIIId:C3      | Banda fidelis turba                                                      | C-dur   |                                 | Banda fidelis turba                  |                               |                  | Äktheten ifrågasatt               |
| –   | XXIIIc:?35          | HV XXIIId:G4:     | Amore vulnerasti                                                         | G-dur   |                                 | Amore vulnerasti                     |                               |                  | Äktheten ifrågasatt               |
| –   | –                   | K VI/28C          | Weihnachtslied                                                           | G-dur   |                                 | Heiligste Nacht                      |                               |                  | Troligen inte autentisk           |
| –   | –                   | K VI/33c(1)       | /?/                                                                      | G-dur   | ?                               | ?                                    |                               |                  | Ej bevarad, äktheten ifrågasatt   |
| –   | –                   |                   | Lauft, ihr Hirten allzugleich                                            |         | Sopran, kör & orkester          | Lauft, ihr Hirten allzugleich        |                               | 1775ca           | Bearbetning av MH 142             |
| –   | –                   |                   | Der heilige Gesang zum Gottesdienste in der römisch-katholischen Kirche. |         |                                 |                                      | Franz Xaver Kohlbrenner       | 1790             | Delvis bearbetning av andra verk. |
| –   | –                   |                   | Wir betten an                                                            |         | 2 sopraner, bas, & orkester     | Wir beten an                         |                               | 1775ca           | Bearbetning av MH 73 & MH 538     |

Ej autentiskt
| MH  | Andra numreringar | Titel             | Tonart | Besättning     | Textbörjan                   | Textförfattare          | Tillkomsttid | Anm             |
| --- | ----------------- | ----------------- | ------ | -------------- | ---------------------------- | ----------------------- | ------------ | --------------- |
| 192 | HV XXVc:B2        | Auferstehungslied | B♭-dur | Kör & orkester | Seele, dein Heiland ist frei | Ignatius von Wessenberg | 1774ca       | Av Joseph Haydn |

## Världslig vokalmusik

### Scenmusik
För andliga sångspel se avsnittet "Oratorier" ovan
| MH     | Bl               | Andra numreringar | Kategori | Titel                                             | Librettist               | Tillkomsttid  | Anm                                                                                |
| ------ | ---------------- | ----------------- | -------- | ------------------------------------------------- | ------------------------ | ------------- | ---------------------------------------------------------------------------------- |
| 76     | XXIX:1           | P 47; K VI/17     | Sångspel | Eliezer / Rebekka als Braut                       | Florian Reichssiegel     | 1766-04-10    | Applausus (MGG)                                                                    |
| 84     | –                | P 133             | Balett   | Der Traum                                         | Florian Reichssiegel     | 1767-02-07    | Se även MH 195                                                                     |
| 107    | XXIX:3           | P 7; HV XXIX:C    | Opera    | Die Hochzeit auf der Alm                          | Florian Reichssiegel     | 1768-05-06    | Se även MH 218 och MH 542.                                                         |
| 118    | XXIX:4           | P 46; HV I:F15    | Sångspel | Die Wahrheit der Natur                            | Florian Reichssiegel     | 1769-07-07    | P46 = symfoni härledd från fyra avsnitt av verket                                  |
| 141    | Ia:1             | P 6               | Balett   | Das gefangene und befreite Christentum            | (Florian Reichssiegel)   | 1770-07-15/16 | Se även MH 152                                                                     |
| 148    | Ia:2             | P 84              | Balett   | Hermann / Der Traum des Seghestes                 | (Florian Reichssiegel)   | 1771-08-01    | Se även MH 149, 150, 151, 152, 153, 251. Identisk med Pietas in patriam enligt MGG |
| 204    | XXIX:5           |                   | Sångspel | Der Schulmeister                                  | ?                        | 1773/1775     | Av Edmund Angerer enligt MGG                                                       |
| 205    | XXIX:?1          |                   | Sångspel | Der Bassgeiger zu Wörgl                           | Leo Peternader           | 1773/1775     | Äktheten ifrågasatt                                                                |
| 218    | XXIX:3a; XXIX:?2 |                   | Opera    | Die Hochzeit auf der Alm                          |                          | 1776?         | Tillägg till MH 107, äktheten ifrågasatt                                           |
| 255    | Ia:3             | P 13              | Sångspel | Zaïre                                             | (Voltaire)               | 1777-09-29    | Instrumentalverk                                                                   |
| 285    | XXIX:7           |                   | Sångspel | Der englische Patriot (Ein väterländisches Gemüt) | Maurus Lindemayr         | 1778/1780ca   | Se även MH 286                                                                     |
| 438    | XXVIII:2         | P 25              | Opera    | Andromeda e Perseo                                | Giambattista Varesco     | 1787-03-14    |                                                                                    |
| 493    | XXIX:*1          |                   | Sångspel | Die Ährenleserin                                  | Christian Felix Weiße    | 1788-07-02    |                                                                                    |
| Anh. 4 | XXIX:?3          |                   | Sångspel | Das Hahnenangeschrei                              | ?                        |               | Musiken ej bevarad. Av Franz Joseph Aumann enligt MGG                              |
| Anh. 5 | XXIX:?4          |                   | Sångspel | Tändlmarkt                                        | ?                        |               | Musiken ej bevarad.Äktheten ifrågasatt                                             |
| –      | XXIX:?5          |                   | Opera    | Die Hochzeit auf der Alm                          |                          |               | Tillägg till MH 107. Äktheten av dessa sju nummer ifrågasatt                       |
| –      | –                |                   | Opera    | Alceste                                           | Christian Martin Wieland |               | Endast recitativen är av Michael Haydn                                             |

### Världsliga kantater, körverk, konsertarior m.m.
| MH  | Bl       | Andra numreringar | Titel                                         | Kategori | Tonart | Besättning                         | Textbörjan                             | Textförfattare         | Tillkomsttid      | Anm                                                                                                |
| --- | -------- | ----------------- | --------------------------------------------- | -------- | ------ | ---------------------------------- | -------------------------------------- | ---------------------- | ----------------- | -------------------------------------------------------------------------------------------------- |
| 11  | XXIVa:1  |                   | Attale et Erimene                             | Kantat   |        | Alt, tenor bas, kör & orkester     |                                        |                        | 1754/1757ca       | Fragment                                                                                           |
| 70  | XXIVb:1  |                   | Ah! ingrato m'inganni nel darmi speranza      | Aria     | B♭-dur |                                    | Ah! ingrato m'inganni                  |                        | 1764-12-16        | Musiken ej bevarad                                                                                 |
| 73  | XXIVa:2  |                   | Ninfe in belli sempliceti / Incendio fuoco    | Kantat   |        | Sopran, tenor, kör & orkester      |                                        | Maurus Lindemayr?      | 1765-01-15        | Omarbetning se MH 539                                                                              |
| 186 | XXVIII:1 |                   | Endimione                                     | Serenata |        | 4 sopraner, kör & orkester         |                                        | Pietro Metastasio      | Senast 1776-11-17 | |
| 296 | XXVc1    |                   | Lied der Recruten                             | Körverk  | D-dur  | Tenor, bas, manskör & orkester     | Was kunt ainä lustgä denkä             | ?                      | 1781ca            | |
| 297 | XXVIa:1  |                   | Liedchen für den Feldwebel                    | Aria     | B♭-dur | Tenor & orkester                   | Bajonette et musquette                 | ?                      | 1781ca            | |
| 298 | XXVa:2   |                   | Morgenlied der Bauern                         | Aria     | D-dur  | Alt, bas & orkester                | Sieh, Freund, die Morgensonne          | ?                      | 1781ca            | |
| 300 | XXVd:2   |                   | Hier malt sie sich im Hain                    | Körverk  | E-dur  | Sopran, kör & orkester             | Hier malt sie sich im Hain             | ?                      | 1781-04-17        | Se även MH 301                                                                                     |
| 349 | XXVa:3   |                   | Freundschaft, du Zucker                       | Aria     | F-dur  |                                    | Freundschaft, du Zucker                | ?                      | 1784              | Ej bevarad                                                                                         |
| 455 | XXIVd:16 |                   | Schäffer-Cantate                              | Kantat   |        | Soli, kör & orkester               |                                        | ?                      | 1787-12-28        | |
| 512 | XXVIa:2  |                   | Der deutsche Kaiser Joseph lebe gesund        | Körverk  | C-dur  | Kör & orkester                     | Der deutsche Kaiser Joseph lebe gesund | ?                      | 1789-10-19        | |
| 558 | XXVd:3   |                   | Commercelied                                  | Körverk  | D-dur  | Sopran, kör & bas                  | Es erschall beim Becherklang           | ?                      | 1794-09-01        | Omarbetad som MH 822                                                                               |
| 607 | XXVd:4   |                   | Hochzeitslied                                 | Aria     | G-dur  | 2 Sopraner, kör & orkester         | Wir bringen dir, erhabenes Paar        | ?                      | 1795-09-07        | Omarbetad från MH 279                                                                              |
| 636 | XXIVd:28 | K VI/22           | Chor der Priester                             | Körverk  | c-moll | 2 tenorer, 2 basar, kör & orkester | Grabet mit fleißigen Händen!           | August von Kotzebue    | 1796-10-30        | Avsedd för Die Sonnenjungfrau                                                                      |
| 645 | XXVc:22  | HV XXVa:A2        | Rundgesang für eine Gesellschaft Studierender | Körverk  | A-dur  | 2 sopraner, gosskör, piano         | Brüder, ehrt der Väter Sitte           | ?                      | 1797              | |
| 647 | XXVIa:3  |                   | Friedenslied                                  | Körverk  | C-dur  | Kör & orkester                     | Es gebot der Allmacht Wort             | Conrad Brandstädter    | 1797              | Variant av MH 644                                                                                  |
| 735 | XXVd:*1  |                   | Trinklied am Abend                            | Körverk  | G-dur  | Soli & kör                         | Dankt dem Herrn die Abendsonne         | Kurze (Kunze)?         | 1795/1799ca       | Verkkategori oklar                                                                                 |
| 754 | XXVc:*5  |                   | Ein Lied zur Prüfung für Schulkinder          | Körverk  | B♭-dur | 2 sopraner, gosskör, piano         | Alles guten einz'ge Quelle             | ?                      | 1795/1799ca       | |
| 794 | XXVIa:4  |                   | Nach dem Abzuge der Franzosen                 | Körverk  | C-dur  | Kör & orkester                     | Sie sind kaput, die trüben Stunden     | ?                      | 1801-02-27        | Omarbetad som MH 795                                                                               |
| 795 | XXVc:42  |                   | Nach dem Abzuge der Franzosen                 | Körverk  | C-dur  | Kör & piano                        | Sie sind kaput, die trüben Stunden     | ?                      | 1801-03-01        | Omarbetning av MH 794                                                                              |
| 821 | XXVIa:*1 |                   | An Ferdinand, Kurfürst zu Salzburg            | Körverk  | C-dur  | Kör & orkester?                    | Frolocke Helfenburg! frolocke hoch     | ?                      | 1803-03-01        | Ej bevarad                                                                                         |
| –   | –        |                   | Gott erhalte Franz den Kaiser                 | Körverk  |        | Kör & orkester                     | Gott erhalte Franz den Kaiser          | Lorenz Leopold Haschka | ?                 | Omarbetning av en sång av Joseph Haydn. Äktheten av bearbetningen ifrågasatt; av Engelbert Radler? |

### Flerstämmiga sånger
Fyrstämmiga à cappella om inte annat anges
| MH     | Bl               | Andra numreringar          | Titel                                          | Tonart  | Textbörjan                                                        | Textförfattare                    | Tillkomsttid  | Anm |
| ------ | ---------------- | -------------------------- | ---------------------------------------------- | ------- | ----------------------------------------------------------------- | --------------------------------- | ------------- | --- |
| 539    | XXIVd:19; XXVb:1 |                            | Mit frommen Eifer beten wir                    | C-dur   | Mit frommen Eifer beten wir                                       | ?                                 | 1793          | 3-stämmig. Omarbetning av MH 73. Se även MH 538                                                                                     |
| 540    | XXVb:2           |                            | Was ist's daß ich mich quäle                   | C-dur   | Was ist's daß ich mich quäle                                      | Christian Fürchtegott Gellert     | 1793          | 3-stämmig. Se även MH 541 |
| 564    | XXVc:2           |                            | Die alten und heutigen Sitten                  | F-dur   | Wie wenig gleichen wir den Alten                                  | Aloys Blumauer?                   | 1795ca        | Se även MH 563 |
| 565    | XXVc:?1          |                            | Singt heilg, heilig, heilig                    | E-dur   | Singt heilg, heilig, heilig                                       | ?                                 | 1795ca        | Äktheten ifrågasatt |
| 579    | XXVc:3           |                            | Das Liedchen von der Ruh                       | A-dur   | Im Arm der Liebe ruh't sich so wohl                               | Hermann Wilhelm Franz Uelzen      | 1795          | |
| 580    | XXVb:*1          |                            | Die Unschuld                                   | F-dur   | Du, der Unschuld Puppe, ruh!                                      | ?                                 | 1795          | 3-stämmig. |
| 585    | XXVc:4           |                            | Tischlied                                      | C-dur   | Auf! auf Brüder, genießet des Lebens                              | Aloys Blumauer                    | 1795          | Se även MH 626 |
| 588    | XXVc:5           |                            | Hymne an Gott                                  | B♭-dur  | Menschenvater! Erd' und Weltregierer                              | Johann Agricola                   | 1795-01-07    | |
| 590    | XXVc:6           |                            | Trinklied im Winter                            | A-dur   | Das Glas gefühlt! der Nordwind brühlt!                            | Ludwig Hölty                      | 1795-01-31    | |
| 591    | XXVc:7           |                            | Verwandlungen                                  | G-dur   | Jüngst war Herr Mops noch an Verstand                             | Wilhelm Gottlieb Becker           | 1795-02-05    | |
| 594    | XXVc:*1          |                            | Ständchen                                      | A-dur   | Wenn die Nacht mit stiller Ruh                                    | Heinrich Wilhelm von Stamford     | 1795-04-20    | Bearbettning av MH 593 |
| 597    | XXVc:8           |                            | Einweihung                                     | B♭-dur  | Bei Gläser und Pokalenklang                                       | ?                                 | 1795-07-23    | Se även MH 606 |
| 599    | XXVc:9           |                            | Auf eine Namensfeier/An Ignatia                | D-dur   | Welche Feier hebt sich wieder                                     | ?                                 | 1795-07-28    | Ej identisk med MH 566 |
| 604    | XXVc:10          |                            | An unsern Garten                               | D-dur   | Ha! gleicht dies nicht dem Garten                                 | ?                                 | 1795-09-02    | Se även MH 605 |
| 608    | XXVc:11          | KV Anh. C 9.05; HV XXVc:D1 | Lied der Freiheit                              | D-dur   | Wer unter eines Mädchens Hand                                     | Aloys Blumauer                    | 1795-11-06    | Se även MH 609 |
| 613    | XXVc:12          |                            | An Decini                                      | C-dur   | Wir wünschen dir, und dem Confrater Kasperl                       | ?                                 | 1796          | |
| 614    | XXVc:13          |                            | Meiner Freunde Gesinnungen                     | D-dur   | Die Zeiten, Brüder! sind nicht mehr                               | Aloys Blumauer                    | 1796          | |
| 615    | XXVc:14          | HV XXVc:F1                 | Freundschaftslied                              | F-dur   | Willkommen uns, wer frohen Mut                                    | Ludwig Uhland                     | 1796          | Se även MH 616 |
| 620    | XXVc:15          |                            | Frühlingslied                                  | G-dur   | Freude wirbelt in den Lüften                                      | ?                                 | 1796          | Se även MH 621 |
| 622    | XXVc:16          |                            | Trinklied                                      | E-dur   | Hört, Brüder! die Zeit ist ein Becher                             | Aloys Blumauer                    | 1796          | Se även MH 623 |
| 624    | XXVc:17          |                            | Ehrenlied                                      | A-dur   | Ihr Freunde [Brüder] singet Freudenlieder                         | ?                                 | 1796          | |
| 627    | XXVc:18          |                            | Das Gebet                                      | g-moll  | Ein Eremit am Libanon                                             | Gottlieb Konrad Pfeffel           | 1796-02-12    | Med pianoackompanjemang |
| 632    | XXVc:20          |                            | Sagt, wo sind die Veilchen hin                 | G-dur   | Sagt, wo sind die Veilchen hin                                    | Johann Georg Jacobi               | 1796-07-23ca  | Se även MH 631 |
| 644    | XXVc:21          |                            | Friedenslied                                   | C-dur   | Es gebot der Allmacht Wort                                        | Conrad Brandstädter               | 1797          | Se även MH 648 |
| 646    | XXVc:*2          |                            | Rundgesang                                     | F-dur   | Schön ist das Leben                                               | ?                                 | 1797          | Med pianoackompanjemang |
| 648    | XXVc:23          |                            | Sehnsucht nach Liebe                           | A-dur   | Quelle reinster Seligkeit                                         | Karl Philipp Lohbauer?            | 1797-01-03    | |
| 649    | XXVb:3           |                            | Türkisches Kriegslied                          | F-dur   | Hinaus, hinaus ins off'ne Feld                                    | ?                                 | 1797-01-03    | 3-stämmig. Se även MH 663 |
| 657    | XXVc:24          |                            | Monsier Hans                                   | Ess-dur | Wie ich noch im Husarenkleid                                      | Johann Gottwerth Müller           | 1797-06-07    | Se även MH 658 |
| 659    | XXVc:25          |                            | Lied im Grünen                                 | G-dur   | Willkommen im Grünen                                              | Johann Heinrich Voss              | 1797-06-24    | Se även MH 660 |
| 661    | XXVc:26          | HV XXVc:B1                 | Trinklied                                      | B♭-dur  | Das Leben gleichet der Blume                                      | Anton von Halem                   | 1797-07-11    | Se även MH 662 |
| 663    | XXVc:27          |                            | Türkisches Kriegslied                          | F-dur   | Hinaus, hinaus ins off'ne Feld                                    | ?                                 | 1797-07-23    | Bearbetning av MH 649 |
| 665    | XXXI:5           |                            | Die Elfen                                      | A-dur   | Was unterm Monde gleicht                                          | Friedrich von Matthisson          | 1797-05-10    | Inget originalverk |
| 666    | XXXI:6           |                            | Ermunterungslied                               | C-dur   | Seht, wie die Tage                                                | Johann Gaudenz von Salis-Seewis   | 1797-08-12    | Inget originalverk |
| 667    | XXXI:7           |                            | Freundschaftslied                              | G-dur   | Freunde! kommt, wir wollen singen                                 | ?                                 | 1797-08-12    | Inget originalverk |
| 689    | XXXI:8           |                            | Coppia si tenera                               | A-dur   | Coppia si tenera                                                  | Giovanni de Gamerra               | 1798          | 3-stämmig. Se även MH 690. Arrangemang från Antonio Salieris Palmira                                                                |
| 690    | XXXI:8           |                            | Coppia si tenera                               | A-dur   | Coppia si tenera                                                  | Giovanni de Gamerra               | 1798          | Welsches Lied. Se även MH 689. Arrangemang från Antonio Salieris Palmira                                                            |
| 691    | XXXI:9           |                            | Silenzio facciasi                              | B♭-dur  | Silenzio facciasi                                                 | Giovanni de Gamerra               | 1798          | Welsches Lied. Arrangemang från Antonio Salieris Palmira                                                                            |
| 692    | XXVc:28          |                            | Die Schweitzer, beim Fällen der Freiheitsbäume | E-dur   | Falle immer, arme Tanne, falle!                                   | August von Kotzebue               | 1798          | |
| 697    | XXVc:29          |                            | Der Obersulzer Wein                            | A-dur   | Wohlauf! ihr Brüder, stoßet an!                                   | Michael Reiner                    | 1798-06-16    | |
| 698    | XXXI:10          |                            | Die Wiedergenesung                             | F-dur   | Noch ist sie nicht verblüht, die Rose!                            | Werigand Rettensteiner            | 1798-06-20    | |
| 727    | XXVc:?2          |                            | Chor beim Vogelfängen                          | B♭-dur  | Auf, Schwestern! es tagt                                          | ?                                 | 1795/1799ca   | Äktheten ifrågasatt |
| 728    | XXVb:*2          |                            | Abendempfindung                                | D-dur   | Dort sinket die Sonne im Westen                                   | Ernst Heinrich Schwabe            | 1795/1799ca   | 3-stämmig. |
| 729    | XXVb:*3          |                            | Am Grabe                                       | g-moll  | Bruder! ruhe hier in Frieden                                      | ?                                 | 1795/1799ca   | |
| 730    | XXVb:*4          |                            | An die Sonne                                   | Ess-dur | Schön flammst du, liebe Sonne                                     | Wilhelm Julius Wiedemann          | Tidigast 1800 | 3-stämmig. |
| 731    | XXVb:*5          |                            | Der Arme                                       | F-dur   | Gott! wie lange muss ich derben                                   | ?                                 | 1795/1799ca   | 3-stämmig.: Se även MH 732 |
| 733    | XXVc:*3          |                            | Die Biene                                      | Ess-dur | Oft rollt sich eine wilde Spinne                                  | ?                                 | 1795/1799ca   | |
| 734    | XXVb:*6          |                            | Der Bund                                       | D-dur   | Hand in Hand durchs Leben wandern                                 | Christian Adolf Overbeck          | 1795/1799ca   | 3-stämmig. |
| 737    | XXVb:*7          |                            | Eintracht                                      | F-dur   | Lebe mit der ganzen Welt                                          | Joseph Höss?                      | 1795/1799ca   | 3-stämmig. |
| 738    | XXVc:?3          |                            | Es kann ja nicht immer so bleiben              | A-dur   | Es kann ja nicht immer so bleiben                                 | August von Kotzebue               | 1795/1799ca   | Äktheten ifrågasatt |
| 739    | XXVc:?4          |                            | An die Freude                                  | C-dur   | Freude, schöner Götterfunken                                      | Friedrich Schiller                | 1795/1799ca   | Äktheten ifrågasatt |
| 740    | XXVb:*8          |                            | Freundschaft, wie heilig sind deine Gesetze    | D-dur   | Freundschaft, wie heilig sind deine Gesetze                       | ?                                 | 1795/1799ca   | 3-stämmig. |
| 742    | XXVc:?5          |                            | Gesund und frohen Mutes                        | C-dur   | Gesund und frohen Mutes                                           | Johann Heinrich Voss              | 1795/1799ca   | Äktheten ifrågasatt |
| 743    | XXVc:*4          |                            | Totengräberlied                                | C-dur   | Grabe! Spaden! Grabe!                                             | Ludwig Hölty                      | 1795/1799ca   | |
| 744    | XXVb:*9          |                            | Herbstlied                                     | B♭-dur  | Das Laub fällt von den Bäumen                                     | Siegfried August Mahlmann         | 1795/1799ca   | 3-stämmig. |
| 745    | XXVc:?6          |                            | Holde Sittsamkeit, Lieb' und Freundlichkeit    | B♭-dur  | Holde Sittsamkeit, Lieb und Freundlichkeit                        | Gottlieb von Leon                 | 1795/1799ca   | Äktheten ifrågasatt |
| 747    | XXVc:?7          |                            | Ja, Dämon, ich verstehe dich                   | H-dur   | Ja, Dämon, ich verstehe dich                                      | ?                                 | 1795/1799ca   | Äktheten ifrågasatt |
| 748    | XXVb:*10         |                            | Jugendglück                                    | G-dur   | Wohl steigen uns selige Tage                                      | August Mühling                    | 1795/1799ca   | 3-stämmig. |
| 749    | XXVb:*11         | KV Anh. C 9.04; HV XXVb:G1 | Das Kammerfenster                              | G-dur   | Liebes Mädchen, hör mir zu                                        | ?                                 | 1795/1799ca   | 3-stämmig. Se även under enstämmiga sånger (utan MH-nummer)                                                                         |
| 752    | XXVb:12          |                            | Lebensweisheit                                 | A-dur   | Nützt das Leben weise!                                            | Wilhelm Gottlieb Becker?          | 1795/1799ca   | 3-stämmig. |
| 753    | XXVb:*13         |                            | Ein Lied von der Behutsamkeit                  | D-dur   | Freund! behutsam musst du                                         | ?                                 | 1795/1799ca   | 3-stämmig. |
| 755    | XXVb:*14         |                            | Ein Lied von der Geduld/Neujahrslied           | F-dur   | Neues Jahr und neue Sorgen                                        | ?                                 | 1795/1799ca   | 3-stämmig. |
| 756    | XXVb:*15         |                            | Meine Grille                                   | F-dur   | Murre nicht, beklemmte Seele                                      | ?                                 | 1795/1799ca   | 3-stämmig. |
| 758    | XXVc:*6          |                            | Der Morgen im Lenz                             | F-dur   | Wie reizend, wie wonnig                                           | Wilhelm Gottlieb Becker           | 1795/1799ca   | |
| 759    | XXVc:?8          |                            | Nacht und Still' ist um mich her               | Ass-dur | Nacht und Still' ist um mich her                                  | Heinrich Christian Ludwig Senf    | 1795/1799ca   | Äktheten ifrågasatt |
| 761    | XXVc:*7          |                            | Pein der Liebe                                 | C-dur   | Ich höre noch den Ton aus ihrem Munde                             | Christian Karl Ernst Wilhelm Buri | Tidigast 1801 | Av B. Hacker enligt MGG |
| 765    | XXVc:?9          |                            | Seufzer                                        | A-dur   | Die Nachtigall schlägt überall                                    | ?                                 | 1795/1799ca   | Äktheten ifrågasatt |
| 766    | XXVc:?10         |                            | Stille! stille! still' schon hör ich           | G-dur   | Stille! stille! still' schon hör' ich                             | ?                                 | 1795/1799ca   | Äktheten ifrågasatt |
| 768    | XXVc:?11         |                            | Tischgebet                                     | B♭-dur  | Gib, vater, diesem Mahle                                          | ?                                 | 1795/1799ca   | Äktheten ifrågasatt |
| 769    | XXVb:?1          |                            | Trinklied                                      | C-dur   | Wo hört ihr Weisheit besser                                       | ?                                 | 1795/1799ca   | 3-stämmig. Äktheten ifrågasatt. |
| 770    | XXVb:*16         |                            | Der Wechsel                                    | A-dur   | Trüb und heiter tagt                                              | Johann Heinrich Voss              | 1795/1799ca   | 3-stämmig. |
| 774    | XXVc:30          |                            | Der Invalid an seinen Fleischtopf              | G-dur   | Lass dich von Deinem Herrn besingen                               | Benedict Joseph von Koller        | 1799-06-10    | |
| 775    | XXVc:31          |                            | An alle Deutsche                               | Ess-dur | Er geht und siegt, der junge Held                                 | ?                                 | 1799-06-11    | |
| 776    | XXVc:32          |                            | Zu ihr! zu ihr!                                | A-dur   | Zu ihr! zu ihr!                                                   | Conrad Brandstädter               | 1799-06-11    | |
| 777    | XXVb:4           |                            | Ständchen                                      | Ess-dur | Träume nichts als von dem Glücke                                  | Severin Wallner                   | 1799-06-23    | 3-stämmig. Se även MH 778 & 779. Bearbetning av ett verk av Schielál?                                                               |
| 778    | XXVc:33          |                            | Ständchen                                      | Ess-dur | Träume nichts als von dem Glücke                                  | Severin Wallner                   | 1799-06-23    | Bearbetning av ett verk av Schielál?                                                                                                |
| 780    | XXVc:34          |                            | Bierlied                                       | F-dur   | Herbei, zum vaterländ'schen Becher                                | Christian Jakob Wagenseil         | 1799-07-07    | |
| 781    | XXVc:35          |                            | Von ihr!                                       | D-dur   | Hätt' ich nimmer Sie geseh'n                                      | Friedrich Schiller                | 1799-10-26    | |
| 782    | XXVc:36          |                            | Das Landleben                                  | B♭-dur  | Arm und klein ist meine Hütte                                     | Christian Jakob Wagenseil         | 1799-11-24    | |
| 784    | XXVc:37          |                            | Abendlied                                      | G-dur   | Der Mond ist aufgegangen                                          | Matthias Claudius                 | 1800-01-20    | |
| 785    | XXVc:38          |                            | Der Sänger                                     | Ess-dur | Schöne Mädels, lust'ge Knaben                                     | Heinrich Wilhelm Seyfried         | 1800-04-11    | Se även MH 786 |
| 787    | XXVc:39          |                            | Rundgesang beim Abschied eines Biedermannes    | C-dur   | Trinket, ihr Brüder, auf uns'res Freundeswohl                     | ?                                 | 1800-06-05    | |
| 788    | XXVc:40          |                            | Josephe, als sie nach der Kopulation           | A-dur   | Ach! Gottes Segen über dir!                                       | Matthias Claudius                 | 1800-06-25    | Se även MH 789 |
| 790    | XXVc:41          |                            | Trinklied im Freien                            | F-dur   | Umlagert die Tische, und jubelt, und trinkt                       | Karl Philipp Lohbauer             | 1800-09-08    | |
| 791    | XXXI:11          |                            | Tischgebet aus der Schöpfung                   | Ess-dur | Zu dir! O Herr!                                                   | Gottfried van Swieten             | 1800-10-06    | Arrangemang från Joseph Haydns Skapelsen                                                                                            |
| 812    | XXVc:43          |                            | Auf den Tod eines Hündchens                    | C-dur   | Charmanterl! auch du bist dahin                                   | ?                                 | 1802-04-18    | Se även MH 813 |
| 816    | XXVd:5           |                            | Lob des Sanges                                 | G-dur   | Freut euch des Leben / (Welch' ein Vergnügen! O welch' eine Lust) | ?                                 | 1802-10-28    | 8-stämmig |
| 817    | XXVc:44          |                            | Der Invalid an sein Holzbein                   | B♭-dur  | Ausgesöhnt mit dem Geschicke                                      | Benedict Joseph von Koller        | 1803-01-04    | |
| 818    | XXVc:45          |                            | Die verlassene Mutter am Strome                | E-dur   | O Gott! zu deinen Armen                                           | Rudolf ?                          | 1803-01-08    | Se även MH 819 |
| 820    | XXXI:14          |                            | Die Feierabendstunde                           | G-dur   | Die liebe Feierstunde schlägt                                     | ?                                 | 1794?         | Folkvisearrangemang. Manuskriptet daterat1803-02-21 men eventuellt rör det sig om en kopia av ett verk skrivet 1794. Se även MH 549 |
| 822    | XXVc:46          |                            | Commercelied                                   | D-dur   | Es erschall beim Becherklang                                      | ?                                 | 1803-04-21    | Bearbetning av MH 558 |
| 825    | XXXI:15          |                            | Gott! erhalte Franz den Kaiser                 | G-dur   | Gott! erhalte Franz den Kaiser / Dank, o Vater, deine Güte        | Lorenz Leopold Haschka            | 1803-08-14    | Arrangemang av ett verk av Jospeh Haydn                                                                                             |
| 832    | XXVc:47          |                            | An den Hain zu Aigen / An den Wald             | C-dur   | Du schöner Hain / Wald! sei mir willkommen                        | Friedrich von Spaur               | 1804-04-16    | |
| 833    | (XXVc:48)        |                            | Sehnsucht nach dem Landleben                   | C-dur   | Aufs Land! da steht mein Sinn                                     | Joseph Gail & Carl Heinrich Rahl  | 1804-11-25    | |
| 834    | XXVc:48          |                            | An den Herrn von Moll                          | Ess-dur | Wohlan, schon lange schweigende Harfe                             | ?                                 | 1805-02-04    | |
| Anh. 6 | XXVc:?12         |                            | Tauch an, mein lieba Schiffmann                | G-dur   | Tauch an, mein lieba Schiffmann                                   | ?                                 | ?             | Ej bevarat verk. Äktheten ifrågasatt                                                                                                |

### Sånger med pianoackompanjemang
För en röst om ej annat anges
| MH  | Bl        | Andra numreringar | Titel                                | Tonart  | Textbörjan                                  | Textförfattare                           | Tillkomsttid     | Anm                                                                          |
| --- | --------- | ----------------- | ------------------------------------ | ------- | ------------------------------------------- | ---------------------------------------- | ---------------- | ---------------------------------------------------------------------------- |
| 450 | XXVIb:1   |                   | Feuer zu werden, kann Gott auf Erden | D-dur   | Feuer zu werden, kann Gott auf Erden        | ?                                        | Efter 1787-09-30 | Bearbetning av MH 459                                                        |
| 462 | XXXI:2    | (HV XXVIa:18)     | Auch die sprödeste der Schönen       | F-dur   | Auch die sprödeste der Schönen              | Friedrich Wilhelm Gotter                 | 1786/1788ca      | För 2 sopraner och piano. Arrangemang av en sång av Joseph Haydn             |
| 537 | XXVIb:?1  |                   | Gott! von dir die Frommen beben      | C-dur   | Gott! von dir die Frommen beben             | ?                                        | Före 1793?       | Äktheten ifrågasatt                                                          |
| 538 | XXVIb:2   |                   | Mit frommen Eifer beten wir          | C-dur   | Mit frommen Eifer beten wir                 | ?                                        | 1793             | Omarbetning av MH 73. Se även MH 539                                         |
| 541 | XXVIb:3   |                   | Was ist's daß ich mich quäle         | C-dur   | Was ist's daß ich mich quäle                | Christian Fürchtegott Gellert            | 1793ca           | Se även MH 540                                                               |
| 549 | XXXI:14   |                   | Die Feierabendstunde                 | G-dur   | Die liebe Feierstunde schlägt               | ?                                        | 1794             | Folkvisearrangemang. Se även MH 820                                          |
| 563 | XXVIb:4   |                   | Die alten und heutigen Sitten        | F-dur   | Wie wenig gleichen wir den Alten            | Johann Peter Uz                          | 1795ca           | Se även MH 564                                                               |
| 566 | XXVIb:5   |                   | An Ignatia                           | F-dur   | Welche Feier hebt sich wieder               | ?                                        | 1795ca           |                                                                              |
| 578 | XXVIb:6   |                   | Glückwünsch                          | F-dur   | Träume nichts als von dem Glücke            | Severin Wallner                          | 1795             |                                                                              |
| 586 | XXVIb:*1  |                   | Der frühe Bund                       | B♭-dur  | Als ich noch im Knabenkleide                | ?                                        | 1795             |                                                                              |
| 587 | XXVIb:7   |                   | Das Liedchen von der Ruh             | A-dur   | Im Arm der Lieb' ruh't sich so wohl         | Hermann Wilhelm Franz Uelzen             | 1795             |                                                                              |
| 593 | XXVIb:*2  |                   | Ständchen                            | A-dur   | Wenn die Nacht mit stiller Ruh              | Heinrich Wilhelm von Stamford            | 1795-04-18       | Se även MH 594                                                               |
| 598 | XXVIb:8   |                   | Auf den Tod des Herrns Schachtners   | G-dur   | Ach! Gott, wie hart                         | ?                                        | 1795-07-24       |                                                                              |
| 605 | XXVIb:9   |                   | An unsern Garten                     | D-dur   | Ha! gleicht dies nicht dem Garten           | ?                                        | 1795-09-04       | Omarbetning av MH 604                                                        |
| 606 | XXVIb:10  |                   | Einweihung                           | B♭-dur  | Bei Gläser und Pokalenklang                 | ?                                        | 1795-09-04       | Omarbetning av MH 597                                                        |
| 609 | XXVIb:11  |                   | Lied der Freiheit                    | D-dur   | Wer unter eines Mädchens Hand               | Aloys Blumauer                           | 1795-11-10       | Omarbetning av MH 608                                                        |
| 616 | XXVIb:12  |                   | Freundschaftslied                    | F-dur   | Willkommen uns, wer frohen Mut              | Ludwig Uhland                            | 1796?            | Omarbetning av MH 615                                                        |
| 621 | XXVIb:13  |                   | Frühlingslied                        | G-dur   | Freude wirbelt in den Lüften                | ?                                        | 1796?            | Se även MH 620                                                               |
| 623 | XXVIb:14  |                   | Trinklied                            | E-dur   | Hört, Brüder! die Zeit ist ein Becher       | Aloys Blumauer                           | 1796?            | Se även MH 622                                                               |
| 626 | XXVIb:15  |                   | Tischlied                            | G-dur   | Auf! auf Brüder, genießet des Lebens        | Aloys Blumauer                           | 1796-02-03       | Omarbetning av MH 585                                                        |
| 631 | XXVIb:16  |                   | Sagt, wo sind die Veilchen hin       | G-dur   | Sagt, wo sind die Veilchen hin              | Johann Georg Jacobi                      | 1796-07-23       | Se även MH 632                                                               |
| 633 | XXVIb:17  |                   | Schon grünen die Hecker              | A-dur   | Schon grünen die Hecker                     | Werigand Rettensteiner                   | 1796-07-23ca     |                                                                              |
| 658 | XXVIb:18  |                   | Monsier Hans                         | Ess-dur | Wie ich noch im Husarenkleid                | ?                                        | 1797-06-07ca     | Se även MH 657                                                               |
| 660 | XXVIb:19  |                   | Lied im Grünen                       | G-dur   | Willkommen im Grünen                        | Johann Heinrich Voss                     | 1797-06-24ca     | Se även MH 659                                                               |
| 662 | XXVc:26a  |                   | Trinklied                            | B♭-dur  | Das Leben gleichet der Blume                | Gerhard Anton von Halem                  | 1797-07-18       | För fyra sångröster. Bearbetning av MH 661                                   |
| 732 | XXVIb:*3  |                   | Der Arme                             | F-dur   | Gott! wie lange muss ich derben             | ?                                        | 1795/1799ca      | Se även MH 731                                                               |
| 736 | XXVIb:?2  |                   | Einladung zum Landleben              | E-dur   | Hier mahlt sie sich im Hain und in Gefilden | ?                                        | 1795/1799ca      | Äktheten ifrågasatt                                                          |
| 741 | XXVIb:?3  |                   | Gehorsam ist die erste Pflicht       | G-dur   | Gehorsam ist die erste Pflicht              | Friedrich Schiller                       | 1795/1799ca      | Äktheten ifrågasatt                                                          |
| 746 | XXVIb:?4  |                   | Ich bin ein Mädchen aus Schwaben     | F-dur   | Ich bin ein Mädchen aus Schwaben            | ?                                        | 1795/1799ca      | Äktheten ifrågasatt                                                          |
| 750 | XXVIb:?5  |                   | Sehnsucht nach dem Frühling          | C-dur   | Komm lieber Mai und mache                   | Christian Adolph Overbeck                | 1795/1799ca      | Äktheten ifrågasatt                                                          |
| 751 | XXVIb:?6  | Murray F42Q       | Könnt' ich mein Liebchen kaufen      | A-dur   | Könnt' ich mein Liebchen kaufen             | Gottfried August Bürger                  | 1795/1799ca      | Äktheten ifrågasatt. Även tillskriven Antonio Rosetti                        |
| 757 | XXVIb:?7  |                   | Mein Vergnügen                       | B♭-dur  | In tausend königlichen Gerichten            | Severin Wallner                          | 1795/1799ca      | Äktheten ifrågasatt                                                          |
| 760 | XXVIb:?8  |                   | Nichts ist schlauer als die Liebe    | G-dur   | Nichts ist schlauer als die Liebe           | Paul Weidmann                            | 1795/1799ca      | Äktheten ifrågasatt                                                          |
| 762 | XXVIb:*4  |                   | Die Rose                             | F-dur   | Wenn das Geschick zu deiner Lust            | ?                                        | 1795/1799ca      |                                                                              |
| 763 | XXVIb:?9  |                   | Rose, lass dich Küssen               | F-dur   | Rose, lass dich Küssen                      | ?                                        | 1795/1799ca      | Äktheten ifrågasatt                                                          |
| 764 | XXVIb:*5  |                   | Scherzend unter Nektarküssen         | D-dur   | Scherzend unter Nektarküssen                | ?                                        | 1795/1799ca      |                                                                              |
| 767 | XXVIb:20  |                   | Der Tanzbär                          | A-dur   | Ein Bär, der lange Zeit                     | Christian Fürchtegott Gellert            | 1795/1799ca      |                                                                              |
| 779 | XXVIb:21  |                   | Ständchen                            | Ess-dur | Träume nichts als von dem Glücke            | Severin Wallner                          | 1799-06-23ca     | Omarbetning av MH 777 & 778                                                  |
| 783 | (XXVc:33) |                   | Die Seligkeit der Liebe              | A-dur   | Beglückt durch dich, beglückt durch mich    | Karl Friedrich Wilhelm Herrosee          | 1800             |                                                                              |
| 786 | XXVIb:22  |                   | Der Sänger                           | Ess-dur | Schöne Mädels, lust'ge Knaben               | ?                                        | 1800-04-11ca     | Se även MH 785                                                               |
| 789 | XXVIb:23  |                   | Josephe, als sie nach der Kopulation | A-dur   | Ach! Gottes Segen über dir!                 | Matthias Claudius                        | 1800-06-25ca     | Se även MH 788                                                               |
| 807 | XXVIb:*6  |                   | Der couragierte Schneidergesell      | C-dur   | Es wollt ein Schneider wandern              | Meingosus Gaelles Liederhandschrift 1777 | 1802             | Quodlibeticum                                                                |
| 808 | XXVa:*1   |                   | Sauf, du alter Gassenschlängl!       | F-dur   | Sauf, du alter Gassenschlängel              | ?                                        | 1802?            | För sopran och två basröster, Quodlibeticum                                  |
| 813 | XXVIb:24  |                   | Auf den Tod eines Hündchens          | C-dur   | Charmanterl! auch du bist dahin             | ?                                        | 1802-04-18ca     | Se även MH 812                                                               |
| 819 | XXVIb:25  |                   | Die verlassene Mutter am Strome      | E-dur   | O Gott! zu deinen Armen                     | Rudolf ?                                 | 1803-01-08ca     | Omarbetning av MH 818                                                        |
| 835 | XXVIb:26  |                   | An den Herrn von Moll                | Ess-dur | Wohlan, schon lange schweigende Harfe       | ?                                        | 1804-02-04ca     |                                                                              |
| –   | XXVIb:?10 |                   | ?                                    |         |                                             | Christian Friedrich Daniel Schubart      |                  | Äktheten ifrågasatt                                                          |
| –   | XXVIb:?12 |                   | ?                                    |         |                                             | Werigand Rettensteiner                   |                  | Äktheten ifrågasatt                                                          |
| –   | XXXI:16   |                   | Abschiedslied                        | F-dur   | Nimm dies kleine Angedenken Freund          | ?                                        |                  | Inget originalverk. Musiken ej bevarad.                                      |
| –   | –         | HV XXVIa:D1       | Das Kammerfenster                    | D-dur   | Liebes Mädchen, hör mir zu                  | ?                                        | 1795/1799ca      | Bearbetning av MH 749. Om Michael Haydn själv gjort bearbetningen är oklart. |

### Kanon
| MH   | Bl        | Andra numreringar                   | Titel                                                                 | Antal stämmor | Tonart  | Tillkomsttid | Anm                                                        |
| ---- | --------- | ----------------------------------- | --------------------------------------------------------------------- | ------------- | ------- | ------------ | ---------------------------------------------------------- |
| 206  | XXVII:?1  |                                     | Guten Morgen                                                          | 4             | F-dur   | 1773/1775    | Äktheten ifrågasatt                                        |
| 232  | XXVII:*1  |                                     | Allegremente tutti noi                                                | 3             | C-dur   | 1777ca       |                                                            |
| 233  | XXVII:?2  |                                     | Amar vorrei la bella Nina                                             | 4             | C-dur   | 1777ca       | Äktheten ifrågasatt                                        |
| 234  | XXVII:*2  |                                     | Canoni voi volite                                                     | 3             | G-dur   | 1777ca       |                                                            |
| 235  | XXVII:*3  |                                     | Che viver vuol contento                                               | 3             | G-dur   | 1777ca       |                                                            |
| 236  | XXVII:*4  |                                     | Comincio solo                                                         | 3             | C-dur   | 1777ca       |                                                            |
| 237  | XXVII:?3  |                                     | Dall'amoroso                                                          | 4             | g-moll  | 1777ca       | Äktheten ifrågasatt                                        |
| 238  | XXVII:?4  |                                     | Fra' Matino                                                           | 3             | C-dur   | 1777ca       | Äktheten ifrågasatt                                        |
| 239  | XXVII:?5  |                                     | Già che viene                                                         | 4             | C-dur   | 1777ca       | Äktheten ifrågasatt                                        |
| 240  | XXVII:?6  |                                     | La mia signora                                                        | 3             | a-moll  | 1777ca       | Äktheten ifrågasatt                                        |
| 241  | XXVII:?7  |                                     | Mio ben, io moro                                                      | 4             | h-moll  | 1777ca       | Äktheten ifrågasatt                                        |
| 242  | XXVII:*5  |                                     | Perchè, vezzosi rai                                                   | 3             | A-dur   | 1777ca       |                                                            |
| 243  | XXVII:*6  |                                     | Per ti, mio ben                                                       | 3             | a-moll  | 1777ca       |                                                            |
| 244  | XXVII:*7  |                                     | Questi son canoni                                                     | 3             | B♭-dur  | 1777ca       |                                                            |
| 245  | XXVII:?8  |                                     | Senza di te, ben mio                                                  | 3             | F-dur   | 1777ca       | Äktheten ifrågasatt                                        |
| 246  | XXVII:*8  |                                     | Se tu mi vuoi bene                                                    | 3             | C-dur   | 1777ca       |                                                            |
| 247  | XXVII:*9  |                                     | Tre dolci e cari nomi                                                 | 3             | F-dur   | 1777ca       |                                                            |
| 544  | XXXII:16  |                                     | /Kanon utan text/                                                     | 3             | G-dur   | Efter 1793?  |                                                            |
| 577  | XXVII:1   | KV Anh. C 10.14                     | Es packe dich das Glück                                               | 5             | F-dur   | 1795         |                                                            |
| 581  | XXVII:2   |                                     | Einladung in unsern Garten zu Arnsdorf (Gehts! mä gen ins Gartenhaus) | 4             | B♭-dur  | 1795         | Se även MH 619                                             |
| 582  | XXVII:3   |                                     | Glück fehl dir vor allem                                              | 4             | G-dur   | 1795         | Version av MH 583                                          |
| 583  | XXVII:3a  |                                     | Frater Caspar Decini!                                                 | 4             | G-dur   | 1795         | Version av MH 582                                          |
| 584  | XXVII:4   |                                     | Wohlsein, Freude                                                      | 5             | C-dur   | 1795         |                                                            |
| 589  | XXVII:5   |                                     | Mailied (Der Schnee zerrinnt)                                         | 4             | D-dur   | 1795-01-31   | Ludwig Hölty                                               |
| 612  | XXVII:6   |                                     | Die Gans bebrüht das Gänschen                                         | 4             | B♭-dur  | 1796         |                                                            |
| 617  | XXVII:7   |                                     | Es lebe Thaddaeo                                                      | 4             | G-dur   | 1796         |                                                            |
| 618  | XXVII:8   |                                     | Herzige Nani!                                                         | 4             | Ess-dur | 1796         |                                                            |
| 619  | XXVII:2a  | HV XXVIIb:B1                        | Vom Glück sei alles dir beschert                                      | 4             | B♭-dur  | 1796         | Bearbetning av MH 581                                      |
| 641  | XXVII:*10 |                                     | Sintemal und all' die Weilen                                          | 4             | F-dur   | 1795/1797ca  | Av Sigismund von Neukomm enligt MGG                        |
| 698a | XXVII:9   |                                     | Ecce quam bonum                                                       | 8             | F-dur   | 1798-10-16   |                                                            |
| 699  | XXVII:10  | KV 562b                             | Adam hat sieben Söhn'                                                 | 4             | F-dur   | 1795/1799ca  |                                                            |
| 700  | XXVII:11  | KV Anh. C 10.13                     | Der arme Sünder (Scheiß nieder, armer Sünder)                         | 4             | g-moll  | 1795/1799ca  |                                                            |
| 701  | XXVII:?9  |                                     | Dulce loquentem                                                       | 3             | Ess-dur | 1795/1799ca  | Äktheten ifrågasatt. Av Christian Gottlob Neefe enligt MGG |
| 702  | XXVII:?10 |                                     | Dum loquimur                                                          | 3             | F-dur   | 1795/1799ca  | Äktheten ifrågasatt. Av Christian Gottlob Neefe enligt MGG |
| 703  | XXVII:?11 |                                     | Ecce quam bonum                                                       | 4             | C-dur   | 1795/1799ca  | Äktheten ifrågasatt. Av M Spieá enligt MGG)                |
| 704  | XXVII:*11 |                                     | Ehr' sei dem Vater                                                    | 5             | C-dur   | 1795/1799ca  |                                                            |
| 705  | XXVII:?12 |                                     | Es legte sich Adam im Paradies                                        | 3             | A-dur   | 1795/1799ca  | Äktheten ifrågasatt                                        |
| 706  | XXVII:?13 |                                     | Est! est! est! propter minimum                                        | 3             | G-dur   | 1795/1799ca  | Äktheten ifrågasatt                                        |
| 707  | XXVII:?14 | KV Anh. C 10.12                     | Hätt' i glaubt dass d'Fischgrät'                                      | 8             | F-dur   | 1795/1799ca  | Äktheten ifrågasatt. Av Wenzel Müller?                     |
| 708  | XXVII:12  |                                     | Ich und du, und du und ich                                            | 4             | F-dur   | 1795/1799ca  |                                                            |
| 709  | XXVII:13  |                                     | Die Mässigkeit (An jedem Ort, wohin du gehst)                         | 4             | C-dur   | 1795/1799ca  |                                                            |
| 710  | XXVII:*12 |                                     | Mein Dämä, mein Fingä, mein Ellebogn                                  | 4             | F-dur   | 1795/1799ca  |                                                            |
| 711  | XXVII:?15 |                                     | Mi foppen                                                             | 4             | C-dur   | 1795/1799ca  | Äktheten ifrågasatt                                        |
| 712  | XXVII:?16 |                                     | O Mensch, gedenk, du bist Staub                                       | 4             | Ess-dur | 1795/1799ca  | Äktheten ifrågasatt                                        |
| 713  | XXVII:?17 | HV XXVIIb:F1                        | O, wie schmecket mir die Ruh                                          | 4             | F-dur   | 1795/1799ca  | Äktheten ifrågasatt                                        |
| 714  | XXVII:?18 | KV Anh. C 10.09 (avvikande version) | Plato, Cicero, Aristoteles                                            | 8             | F-dur   | 1795/1799ca  | Äktheten ifrågasatt                                        |
| 715  | XXVII:?19 |                                     | Sei sanft wie ihre Seele                                              | 4             | e-moll  | 1795/1799ca  | Äktheten ifrågasatt                                        |
| 716  | XXVII:?20 |                                     | Sei stets bescheiden                                                  | 4             | F-dur   | 1795/1799ca  | Äktheten ifrågasatt                                        |
| 717  | XXVII:?21 |                                     | Sie ist's nicht wert                                                  | 2             | C-dur   | 1795/1799ca  | Äktheten ifrågasatt. Av Christian Gottlob Neefe enligt MGG |
| 718  | XXVII:*13 |                                     | Tauch an, mein lieba Schiffmann                                       | 5             | Ess-dur | 1795/1799ca  |                                                            |
| 719  | XXVII:?22 |                                     | Tempora mutantur                                                      | 3             | D-dur   | 1795/1799ca  | Äktheten ifrågasatt. Av Christian Gottlob Neefe enligt MGG |
| 720  | XXVII:?23 |                                     | Ut, re, mi, fa                                                        | 4             | C-dur   | 1795/1799ca  | Äktheten ifrågasatt                                        |
| 721  | XXVII:14  |                                     | Vinum latificat cor hominis                                           | 4             | F-dur   | 1795/1799ca  |                                                            |
| 722  | XXVII:15  |                                     | Vorgetan und nachgedacht                                              | 5             | B♭-dur  | 1795/1799ca  |                                                            |
| 723  | XXVII:?24 |                                     | Was i beim Tag mit dem Leiern gwinn                                   | ?             | e-moll  | 1795/1799ca  | Äktheten ifrågasatt                                        |
| 724  | XXVII:?25 |                                     | Wer nicht liebt Weib                                                  | 4             | F-dur   | 1795/1799ca  | Äktheten ifrågasatt                                        |
| 725  | XXVII:*14 |                                     | Wer nicht liebt Wein                                                  | 5             | G-dur   | 1795/1799ca  |                                                            |
| 726  | XXVII:16  |                                     | Wer reines Herzens ist                                                | 4             | G-dur   | 1795/1799ca  |                                                            |
| 801  | XXXI:12   |                                     | Die Mutter an ihr Luischen (Höre, Mädchen, meine Bitte!)              | 4             | Ess-dur | 1801/1802ca  | Bearbetning av en sång av Joseph Haydn (HV XXVIIb:6).      |
| 802  | XXVII:17  |                                     | Elle avoit une beauté                                                 | 4             | a-moll  | 1801/1802ca  | Ej samma som MH 803                                        |
| 803  | XXVII:17a |                                     | Elle avoit une beauté                                                 | 4             | C-dur   | 1801/1802ca  | Ej samma som MH 802                                        |
| 804  | XXVII:?26 |                                     | Le son de cloche de ver                                               | 4             | Ess-dur | 1801/1802ca  | Äktheten ifrågasatt                                        |
| 805  | XXVII:18  |                                     | Le vin blanc fait pisser                                              | 4             | A-dur   | 1801/1802ca  |                                                            |
| 814  | XXVII:9a  |                                     | Ecce quam bonum                                                       | 8             | Ess-dur | 1802?        | Identisk med MH 698a                                       |

- Ej autentisk: Die Mutter an ihr Kind, av Joseph Hadyn (HV XXVIIb:6)

## Övrigt

### Didaktiska verk
| MH  | Bl       | Titel                                                       | Tillkomsttid |
| --- | -------- | ----------------------------------------------------------- | ------------ |
| 177 | XXXII:5  | /Kontrapunktstudier/                                        | 1770/1772    |
| 317 | –        | Gewöhnliche Signaturen des Generalbaßes                     | 1782ca       |
| 318 | –        | Anweisung, von einem Hauptton in alle übrige Töne zu kommen | 1782ca       |
| 433 | XXXII:6  | Beispiele zur Übung im bezifferten Grundbaß                 | 1787ca       |
| 434 | XXXII:7  | /Kontrapunktstudier/                                        | 1787ca       |
| 568 | XXXII:19 | /Kanonstudier/                                              | 1795ca       |
| –   | –        | Michael Haydns Partitur-Fundament                           | ?            |
| –   | XXXII:24 | /Skisser/                                                   |              |